# Cultura italiana

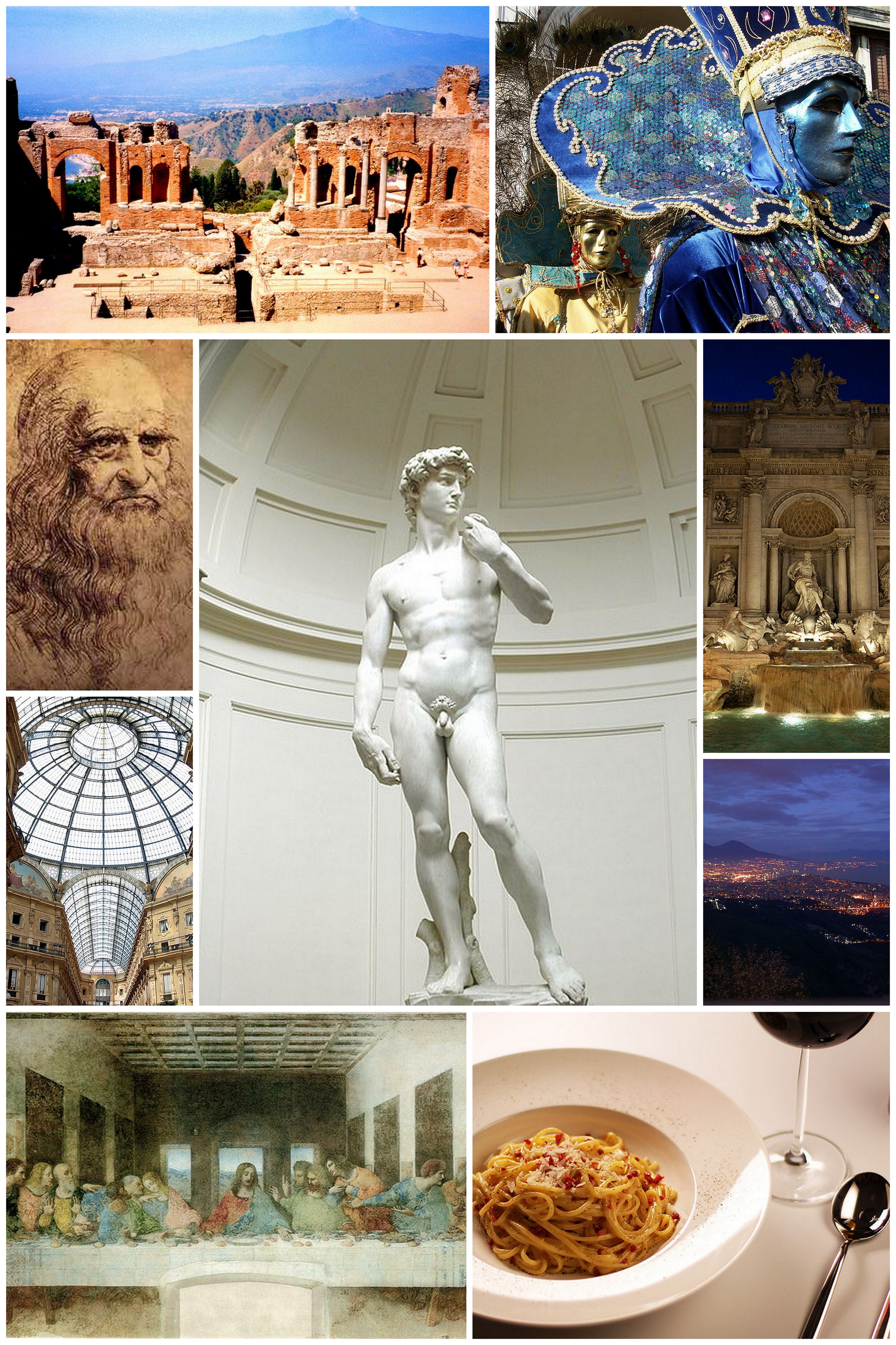
Un collage sulla cultura italiana. Al centro: David di Michelangelo. Nella cornice, dall'angolo in alto a sinistra in senso orario: teatro antico di Taormina; carnevale di Venezia; fontana di Trevi a Roma; panorama di Napoli; spaghetti alla carbonara e vino rosso; Ultima cena di Leonardo da Vinci a Milano; Galleria Vittorio Emanuele II a Milano; Autoritratto di Leonardo da Vinci

La cultura italiana è il patrimonio collettivo di conoscenze proprio dell'Italia. Fulcro dell'Impero romano e sede della Chiesa Cattolica, punto d'incontro di molte civiltà mediterranee, culla di numerosi movimenti artistici, l'Italia è fin dall'antichità tra i più fiorenti centri culturali del mondo.
Dal punto di vista del patrimonio storico e artistico, l'Italia è il paese che possiede la più alta presenza di siti patrimonio dell'umanità dell'UNESCO: sono 60 su un totale di circa 1200 (al 2024), ovvero il 5% del totale mondiale; una stima indica inoltre che il paese possiede più della metà dei tesori d'arte del mondo. Secondo la Corte dei conti, l'Italia possiede 4 976 musei. Si contano anche 479 siti archeologici, 5 000 beni culturali, 12 609 biblioteche, 46 025 beni architettonici vincolati, 65 431 chiese, 1 500 monasteri, 40 000 castelli assortiti, torri e fortezze, 30 000 dimore storiche, 4 000 giardini, 1 000 principali centri storici.

## Storia

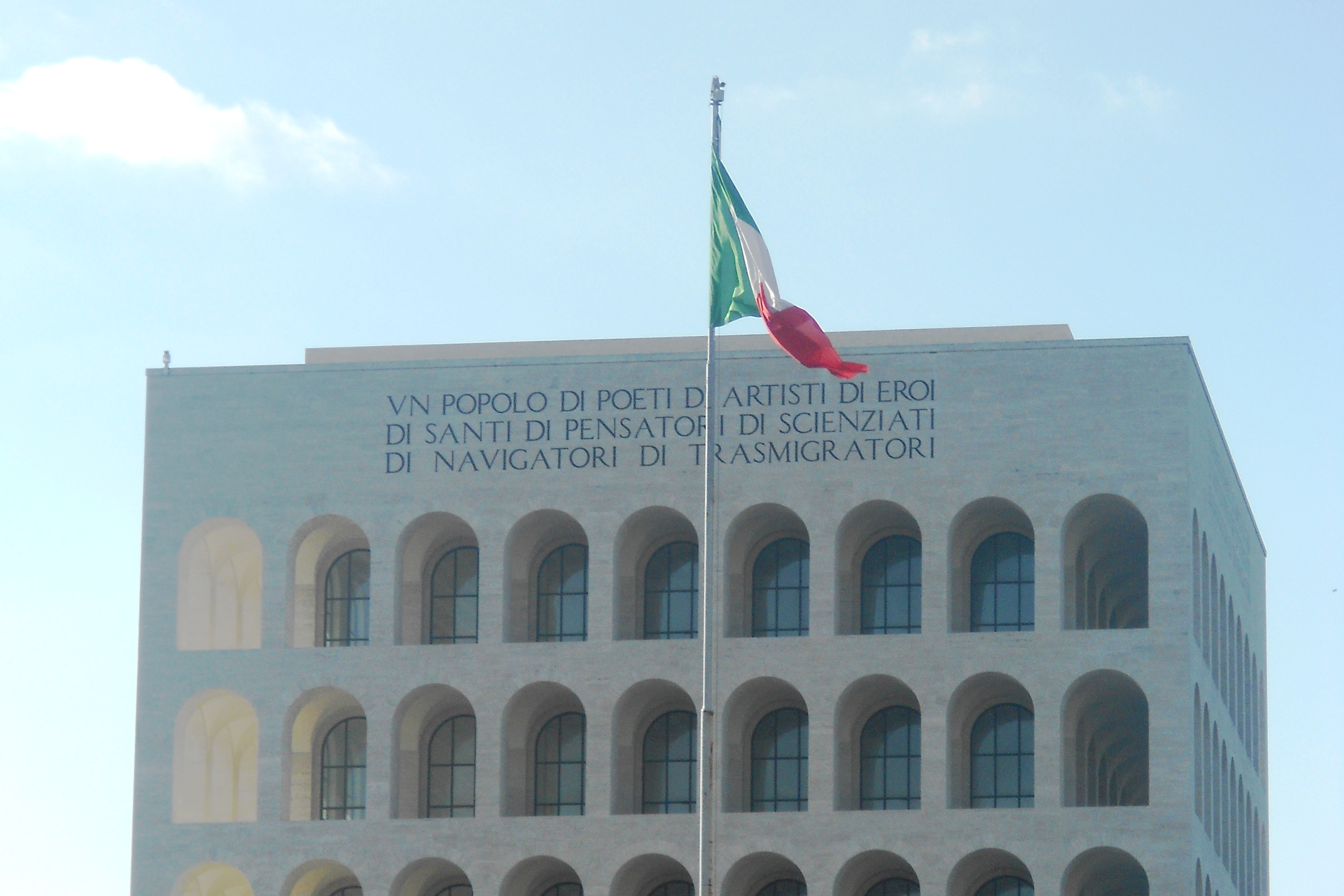
Iscrizione sulla sommità del Palazzo della Civiltà Italiana, all'EUR di Roma, che recita: «un popolo di poeti, di artisti, di eroi, di santi, di pensatori, di scienziati, di navigatori, di trasmigratori».

Sin dalla preistoria l'Italia fu scenario di un susseguirsi di civiltà, di cui conserva numerose tracce archeologiche.
Gli Italici, costituiti da varie popolazioni indoeuropee, si trasferirono in Italia dall'Europa Orientale e Centrale in varie ondate migratorie, sovrapponedosi alle etnie già presenti. Nella parte centrale della penisola, si sviluppò la civiltà villanoviana e poi quella etrusca e se in parte del Nord erano stanziati i Celti, comunemente chiamati Galli, seguirono poi le colonizzazioni dei Fenici e dei Greci nel Sud Italia, in cui fiorì la Magna Grecia.
A partire dall'VIII secolo a.C gli Etruschi iniziarono a sviluppare una civiltà raffinata ed evoluta capace di influenzare la cultura di Roma, che secondo la tradizione fu fondata il 21 aprile del 753 a.C. da Romolo sul colle palatino.

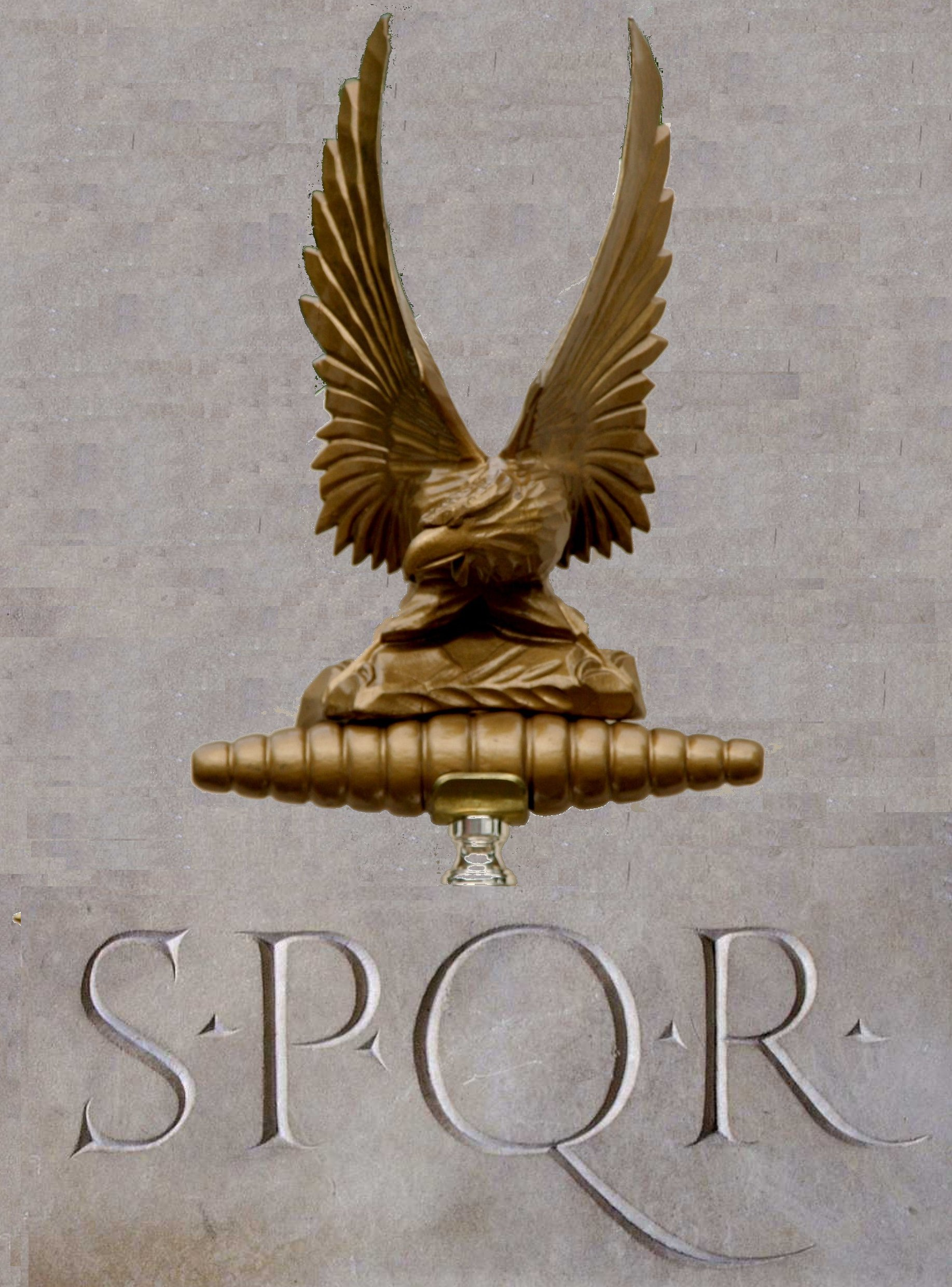
Vessillo dell'aquila imperiale romana sopra la scritta SPQR.

Fino al 509 a.C Roma fu retta da una successione di re che apportarono notevoli contributi allo sviluppo della società, soprattutto nel campo del diritto.
La sua progressiva espansione nel Mediterraneo la mise in contatto con la cultura greca da cui fu a sua volta profondamente permeata, secondo un celebre adagio di quell'epoca: «Graecia capta ferum victorem cepit» («La Grecia, conquistata, conquistò il suo feroce vincitore», Quinto Orazio Flacco, Epist. II, 1, 156).
Dopo la caduta della monarchia venne instaurata la Repubblica, che continuò fino al 45 a.C quando Giulio Cesare, vincitore della guerra civile, cercò di instaurare la dittatura. Giunta all'apice dello sviluppo politico, economico e sociale, venne quindi proclamata la Roma imperiale dal suo successore Ottaviano Augusto, intorno al quale si formò un circolo mecenatico di intellettuali e artisti, tra cui Virgilio e Orazio.
Con la sua nuova organizzazione socio-politica, la civiltà romana lascia un segno indelebile nella storia dell'umanità, che resterà alla base dell'attuale civiltà occidentale. In tutti i territori dell'impero i Romani costruiscono città, strade, ponti, acquedotti e fortificazioni, esportando ovunque il loro modello, e al contempo integrando le popolazioni e civiltà assoggettate, in un processo così profondo che per secoli, ancora dopo la fine dell'impero, queste genti continueranno a definirsi romane.

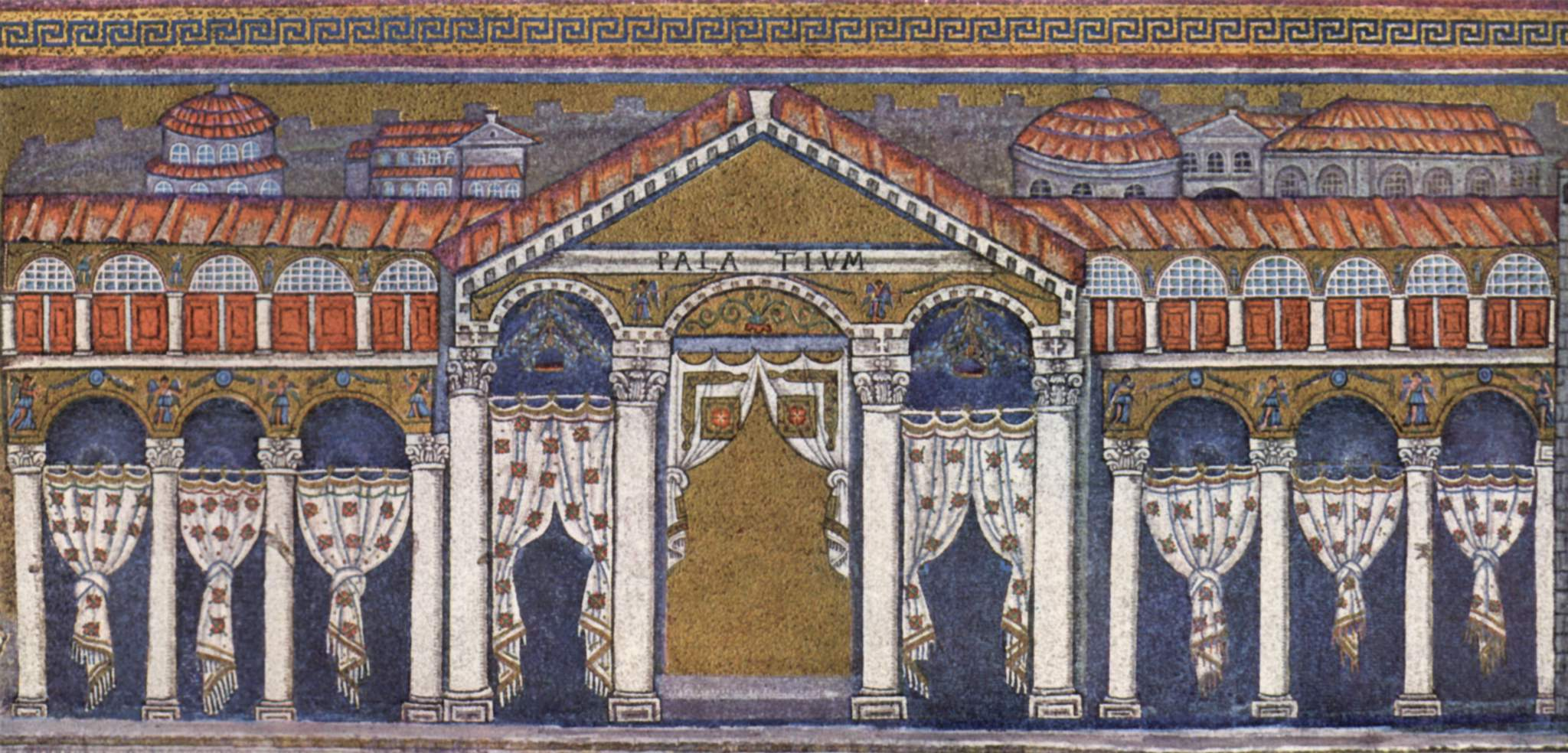
Mosaico nella basilica di Sant'Apollinare Nuovo a Ravenna, raffigurante il palazzo di Teodorico, re d'Italia e degli Ostrogoti.

Con la fine dell'Impero romano d'Occidente nel 476, la cultura italiana subì l'influsso di quella bizantina, dopo che
Giustiniano, sconfiggendo il regno barbarico degli Ostrogoti nella guerra gotica, annesse tutta la penisola all'Impero romano d'Oriente.
L'inizio del Medioevo italiano coincide, convenzionalmente, con l'invasione dei Longobardi capeggiati da Alboino nel 568 d.C., i quali verranno estromessi soltanto da Carlo Magno nel 774.
I secoli successivi vedranno dei tentativi di costituizione di un Regno d'Italia autonomo dal Sacro Romano Impero tedesco, ad opera in particolare di Berengario del Friuli (850-924), e poi di Arduino d'Ivrea (955-1015).

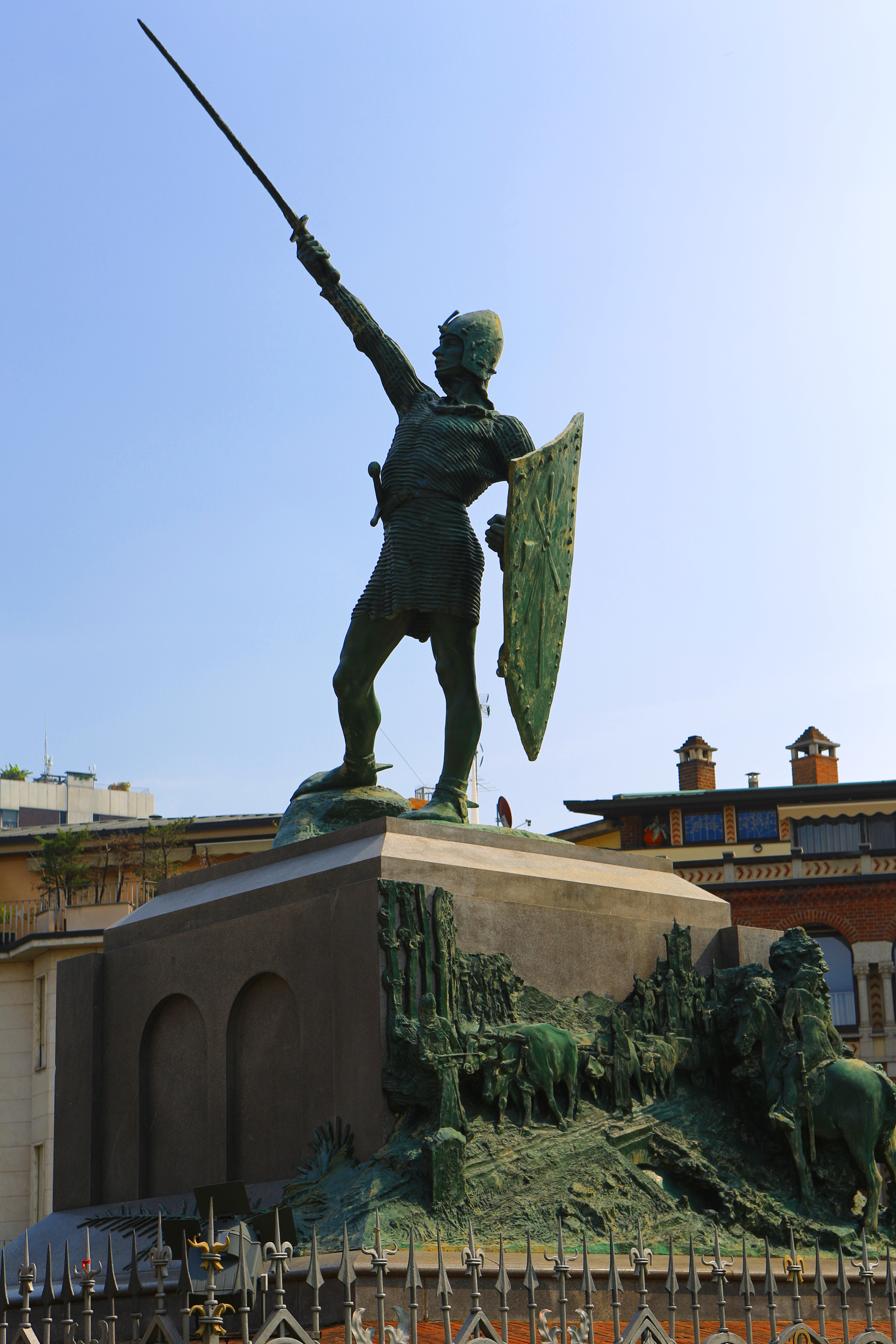
Alberto da Giussano, leggendario condottiero della Lega Lombarda nella battaglia di Legnano

Se durante l'alto Medioevo il sentimento nazionale italiano si mantiene piuttosto in ombra, partecipando alla contesa tra le due potenze di allora, il Papato e l'Impero, con i quali si schierano rispettivamente i Guelfi e i Ghibellini, esso tuttavia si alimenta soprattutto del ricordo dell'antica grandezza di Roma, trovando nell'identità religiosa rappresentata dalla Chiesa, idealmente erede delle istituzioni romane, un senso di comune appartenenza. La vittoria nella battaglia di Legnano ad opera della Lega Lombarda contro l'imperatore Federico Barbarossa (1176), e la rivolta dei Vespri Siciliani contro il tentativo del re di Francia di assoggettare a sé la Sicilia (1282), saranno assunte dalla retorica romantica ottocentesca come i simboli del primo risveglio di una coscienza di patria.
Anche grazie a letterati ed intellettuali, fra cui emersero le figure universali di Dante, Petrarca e Boccaccio, che elevarono il volgare latino locale al rango di lingua letteraria, primo ideale elemento di una coscienza collettiva di popolo, l'Italia fu ispirazione ed oggetto di studio per poeti e letterati, che cantando lodi alla sua antica grandezza, ne deprecavano la contemporanea situazione, fatto di discordie interne e di sottomissione allo straniero.
Lo sviluppo delle Repubbliche marinare (Amalfi, Genova, Pisa e Venezia), e poi dei liberi Comuni di popolo, la cui vita civile ruota attorno all'edificio della Cattedrale, nasce da questo desiderio di autonomia e di libertà che sarà alla base del Rinascimento italiano, il quale fu anticipato, secondo lo storico Burdach, già dal risveglio religioso che si era avuto nel Duecento con le figure di Gioacchino da Fiore e Francesco d'Assisi.
(Konrad Burdach, Dal Medioevo alla Riforma, tratto dalla Grande Antologia Filosofica, Marzorati, Milano, 1964, vol. VI, pagg. 213-214.)

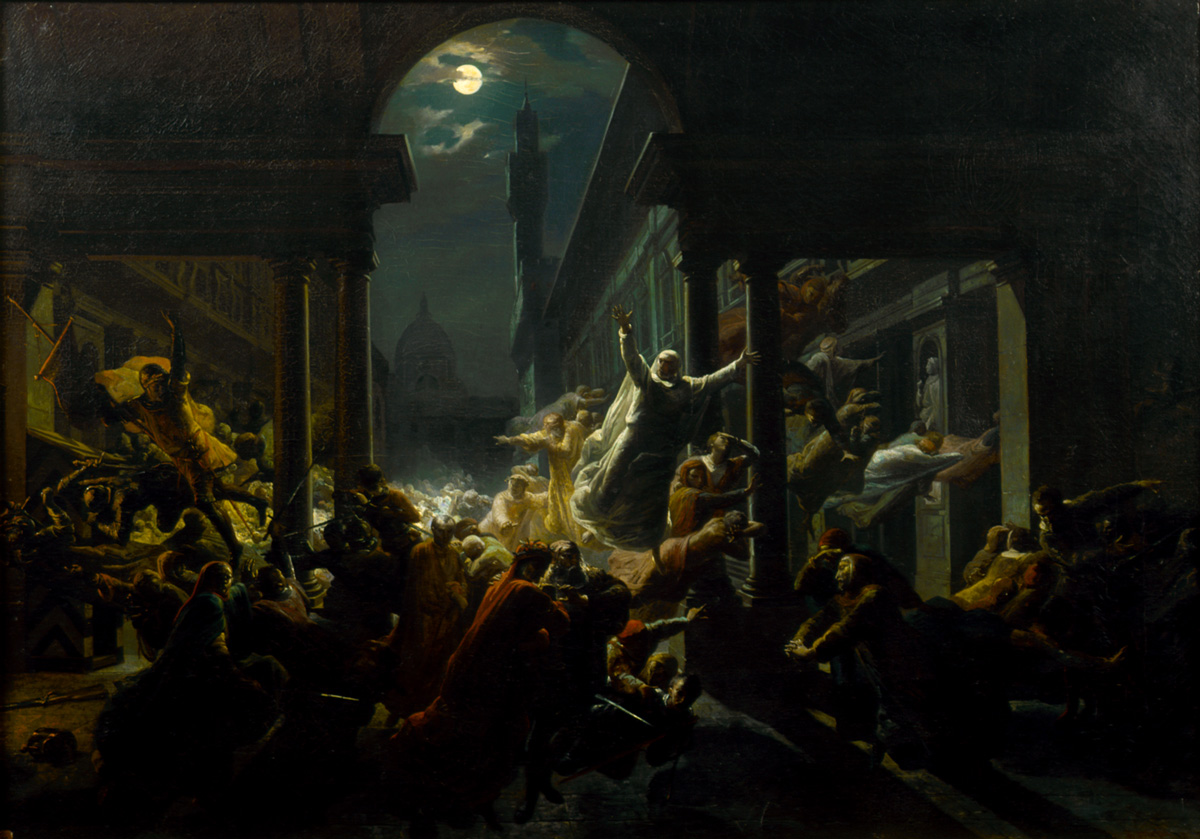
Le ombre dei grandi uomini fiorentini che protestano contro il dominio straniero, di Eugenio Agneni (1857)

Diversi fattori impediscono tuttavia la nascita di uno stato unitario come sta avvenendo nel resto d'Europa: oltre alla suddivisione in tanti piccoli Comuni, che si tramutano via via in Signorie, c'è anche il timore da parte del Papato di veder sorgere una potenza statale in grado di compromettere la sua autonomia. Sarà per questo ed altri motivi che l'Italia deve supplire con l'intelligenza strategica dei suoi capi politici, fra cui Cosimo de' Medici, alla superiorità di forze degli stati nazionali europei.
L'importanza della strategia di Cosimo, proseguita dal nipote Lorenzo il Magnifico (1449-1492) nella sua continua ricerca di un accordo tra gli stati italiani in grado di sopperire alla loro mancanza di unità politica, non viene tuttavia compresa dagli altri Prìncipi della penisola, ed essa si conclude con la morte di Lorenzo nel 1492. Da allora l'Italia diventa il teatro di numerose invasioni straniere: dapprima da parte dei Francesi ad opera di Carlo VIII, poi delle truppe spagnole di Carlo V.

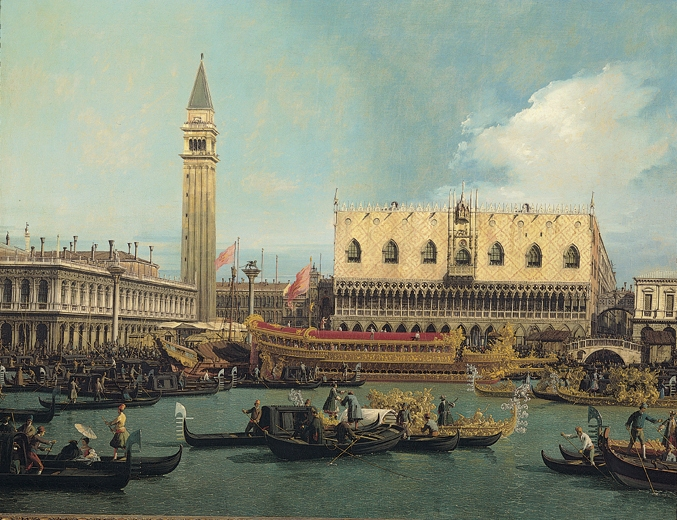
Veduta di Venezia ad opera del Canaletto (Il Bucintoro al molo nel giorno dell'Ascensione, 1740)

Nella seconda metà del Cinquecento comincia il tramonto della vitalità rinascimentale, già indebolita anche dalle nuove tensioni religiose dovute all'avvento della Riforma protestante in Europa. Soltanto la Repubblica di Venezia riuscirà a mantenere una certa prosperità e autonomia politica. Il Seicento sarà invece un secolo di crisi per tutto il resto della penisola. La Chiesa, che ha dovuto subìre la perdita dell'unità cristiana dei fedeli, cerca ora con la Controriforma di rafforzare la sua presenza nei paesi rimasti cattolici, operandovi iniziative educative e assistenziali ma anche isolandoli dall'influsso degli Stati protestanti.
Questo lungo periodo di pace e di torpore termina solo nel Settecento a seguito dei trattati di Utrecht e Rastadt, con cui saranno gli Asburgo d'Austria a impossessarsi di vari domini italiani, subentrando agli spagnoli. Dalla seconda metà del secolo, poi, con la diffusione dell'illuminismo, anche l'Italia viene investita da importanti riforme e da un rinnovamento culturale, nel contesto del quale, soprattutto durante l'epoca napoleonica, si avrà un ridestarsi della coscienza nazionale, premessa del Risorgimento.

Diversi intellettuali e letterati esprimono l'esigenza di dare un'impronta ideale e culturale al percorso verso l'indipendenza e l'unificazione politica dell'Italia, fra tutti Alessandro Manzoni, che affida la definizione della sua identità nazionale, connotata da una comunanza di culto, sentimenti e tradizioni, ai suoi celebri versi:
di memorie, di sangue e di cor.»
(Alessandro Manzoni, Marzo 1821, vv. 30-31)
Le personalità coinvolte in tale processo furono molte altre, ma quattro spiccano su tutte: Giuseppe Mazzini, fondatore della Giovine Italia ed esponente di punta del patriottismo risorgimentale; Giuseppe Garibaldi, repubblicano e di simpatie socialiste, eroico ed efficace combattente per la libertà in Europa ed in Sud America; Camillo Benso conte di Cavour, statista capace di muoversi sulla scena europea per ottenere sostegni, anche finanziari, all'espansione del Regno di Sardegna; Vittorio Emanuele II di Savoia, abile a concretizzare il contesto favorevole con la costituzione del Regno d'Italia.

## Lingua
L'italiano è una lingua romanza derivata dal dialetto fiorentino letterario usato nel Trecento. La lingua italiana è utilizzata da circa 55 milioni di italiani su 60 milioni di abitanti, in parallelo alle varianti regionali dell'italiano, alle lingue regionali e ai dialetti. L'italiano è lingua ufficiale anche di San Marino, della Svizzera, della Città del Vaticano e del Sovrano Militare Ordine di Malta.

## Arte
La tradizione italiana è una delle più importanti della storia dell'arte, in varie epoche traino per l'intera civiltà occidentale. In epoca romana, l'Italia era il centro dell'arte e dell'architettura. Nel periodo medievale vi ebbero luogo fondamentali esperienze nelle epoche romanica e gotica, fino all'esplodere del Rinascimento. In seguito, si svilupparono il Manierismo, il Barocco e il Rococò. La seconda metà del secolo XIX vide lo sviluppo pittorico dei macchiaioli, all'inizio del XX secolo, fu la culla del Futurismo.

### Letteratura

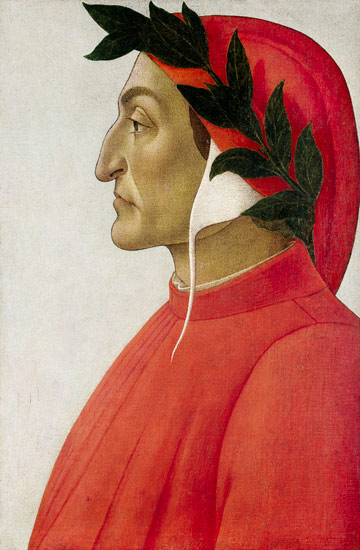
Dante Alighieri detto il Sommo Poeta

Le prime opere in italiano risalgono attorno all'anno 1200 nella Scuola Siciliana, prima di questo periodo la penisola italiana vide la nascita e lo sviluppo di due letterature: quella latina e quella medievale. Tra i maggiori scrittori, poeti, filosofi, e storici latini ricordiamo Plinio il Vecchio, Virgilio, Orazio, Properzio, Ovidio, Lucrezio, Cicerone, Seneca, Marco Aurelio, Tito Livio.
L'abbandono graduale della lingua latina avvenne dopo l'anno 1000, ovvero in periodo comunale. I primi scritti in lingua volgare, intorno all'VIII secolo, furono di carattere strettamente religioso, in quanto agli ecclesiastici, nelle loro prediche, era stato fatto obbligo di rivolgersi ai cittadini nella loro stessa lingua parlata. Per trovare, in Italia, testi a carattere propriamente letterario in un volgare solido bisogna risalire intorno alla metà del XII secolo con il Ritmo laurenziano (che si fa risalire al 1150-1157) ritrovato in un codice della Biblioteca Medicea Laurenziana di Firenze, che consiste nella cantilena di un giullare toscano, o al Ritmo di Sant'Alessio trovato nelle Marche nel XIII secolo o al Ritmo cassinese.
La prima metà del XIII secolo vide quindi il fiorire della sopra ricordata Scuola Siciliana, che ebbe il suo fulgore presso la corte di Federico II di Svevia a Palermo. Fu un movimento poetico di impianto non accademico, nel senso che non si trattò di una Scuola in senso istituzionale, assumendo piuttosto i contorni di un movimento culturale. La poesia lirica della scuola, in volgare siciliano aulico, ebbe anche il merito di introdurre il sonetto.
Il periodo storico che va dal 1224, presumibile data della composizione del Cantico delle creature di San Francesco d'Assisi, al 1321, anno in cui morì Dante Alighieri (considerato uno dei padri della lingua italiana), si contraddistingue per i numerosi mutamenti in campo sociale e politico e per la viva attività intellettuale e religiosa. Il più celebre poema di questo periodo è La Divina Commedia, scritta da Dante Alighieri tra il 1304 e il 1321.
Tra la fine del XIII secolo e gli inizi del XIV secolo nacque il Dolce stil novo, un movimento poetico che conduce la letteratura italiana ad una raffinata maturazione. Tra i poeti legati a questo nuovo stile si ricordano Guido Cavalcanti, Cino da Pistoia e lo stesso Dante Alighieri.
Il Trecento fu il periodo della decadenza dell'Impero e della Chiesa; nacque così una nuova cultura basata su uno studio attento e preciso dell'antichità classica, sempre più libera da preconcetti di carattere intellettualistico e intenzionata ad allargare ogni forma di pensiero. Francesco Petrarca e Giovanni Boccaccio furono i principali scrittori italiani di questo periodo.

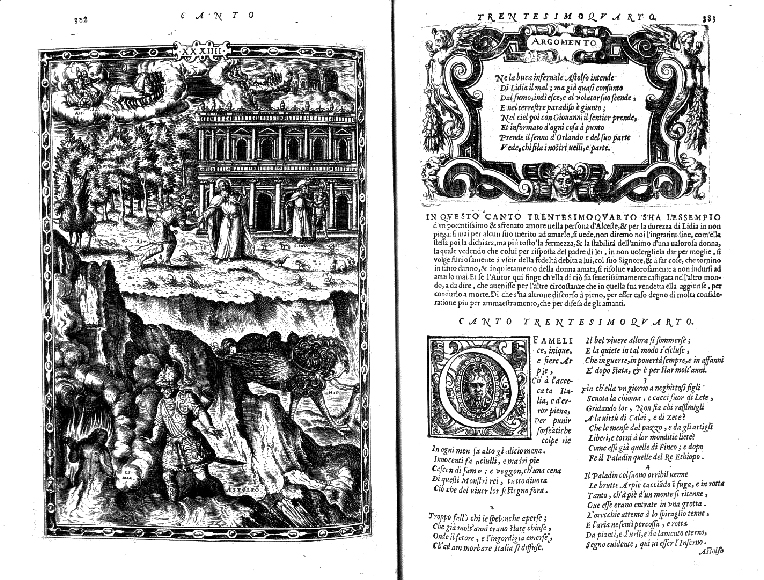
Pagine dall'Orlando Furioso, in un'edizione del 1565 curata da Francesco Franceschi.

Nel Quattrocento si andò incontro all'Umanesimo, un movimento letterario che affermava la dignità degli esseri umani. È in questo periodo che troviamo grandi scrittori poliedrici come Leon Battista Alberti e Leonardo da Vinci. Una nota particolare va fatta su Matteo Maria Boiardo, a cui è attribuito l'incompiuto poema cavalleresco Orlando innamorato, da cui poi Ludovico Ariosto, nel Cinquecento, trasse spunto per la stesura del più celebre Orlando furioso. Tra il genere cavalleresco e la favola compare in questo periodo anche Il Guerrin Meschino di Andrea da Barberino.
Durante il Rinascimento (XIV-XVI secolo) troviamo autori come il già citato Ludovico Ariosto e Niccolò Machiavelli, fino ad arrivare, nella seconda metà del secolo, a Torquato Tasso, autore del poema Gerusalemme liberata.
Il Settecento è il secolo caratterizzato dall'Illuminismo; il principale scrittore italiano di questo periodo è Pietro Metastasio, considerato il riformatore del melodramma italiano.

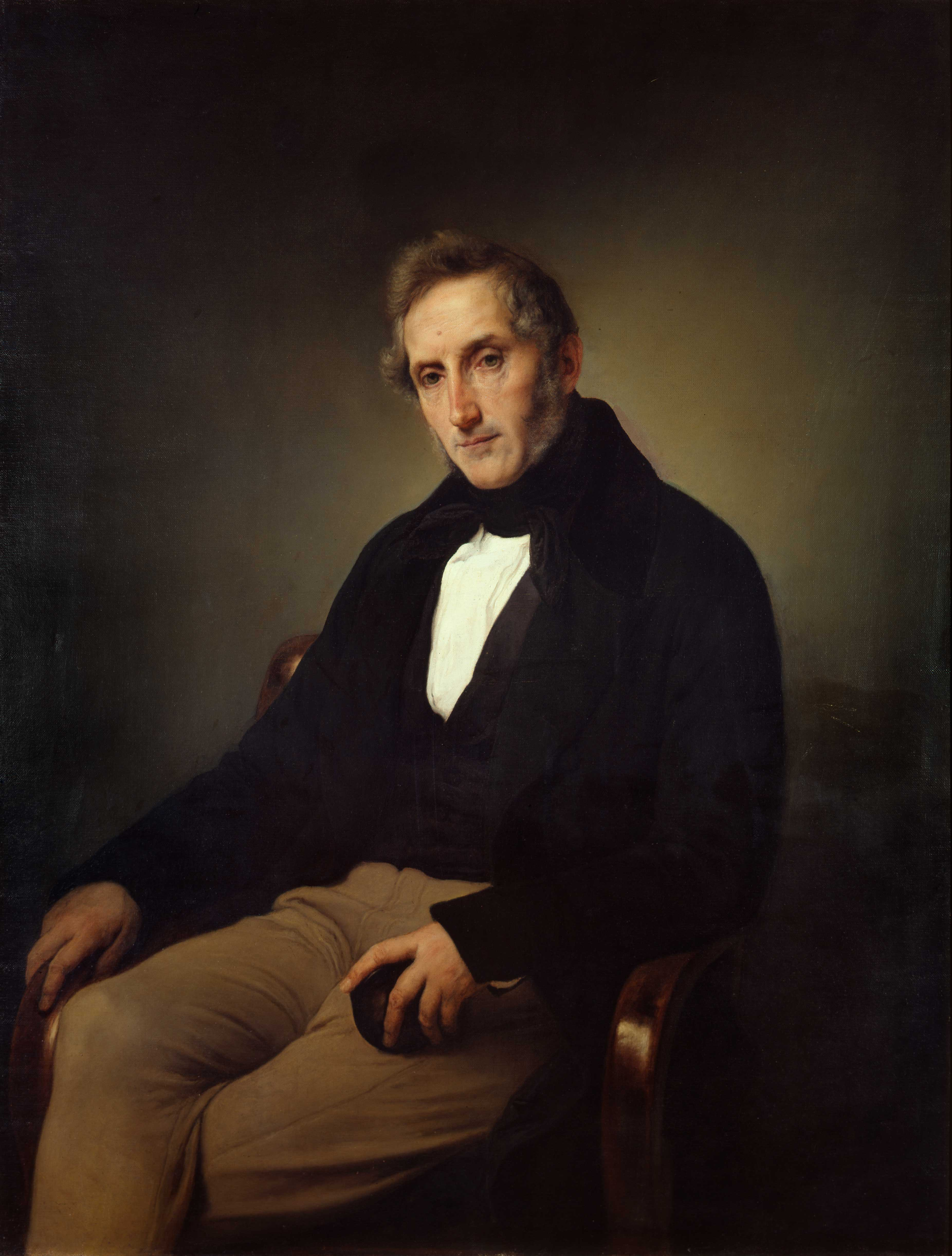
Alessandro Manzoni

Il XIX e il XX secolo sono caratterizzati dal movimento culturale noto come Romanticismo prima, e, in seguito, dal Verismo. Il primo movimento vide come principali esponenti Giacomo Leopardi e Alessandro Manzoni (un discorso a parte va fatto per il loro contemporaneo Ugo Foscolo, la cui poetica si distaccò dal Romanticismo).
Il Verismo fu invece il movimento letterario di Giovanni Verga, Luigi Capuana e Matilde Serao che ebbe in Sicilia (Catania in particolare) il suo principale centro propagatore in Italia.
Con le opere di Giosuè Carducci si passò al Neoclassicismo, per poi arrivare, nei primi anni del Novecento, al Decadentismo. I principali autori di questo periodo furono Giovanni Pascoli, Gabriele D'Annunzio, Italo Svevo e Luigi Pirandello. Nel contempo, intorno agli anni venti, si veniva rafforzando una tendenza antinovecentesca, cioè ostile ai caratteri sperimentali tipici del primo novecento, che trovava il suo punto di riferimento nel Canzoniere di Umberto Saba.

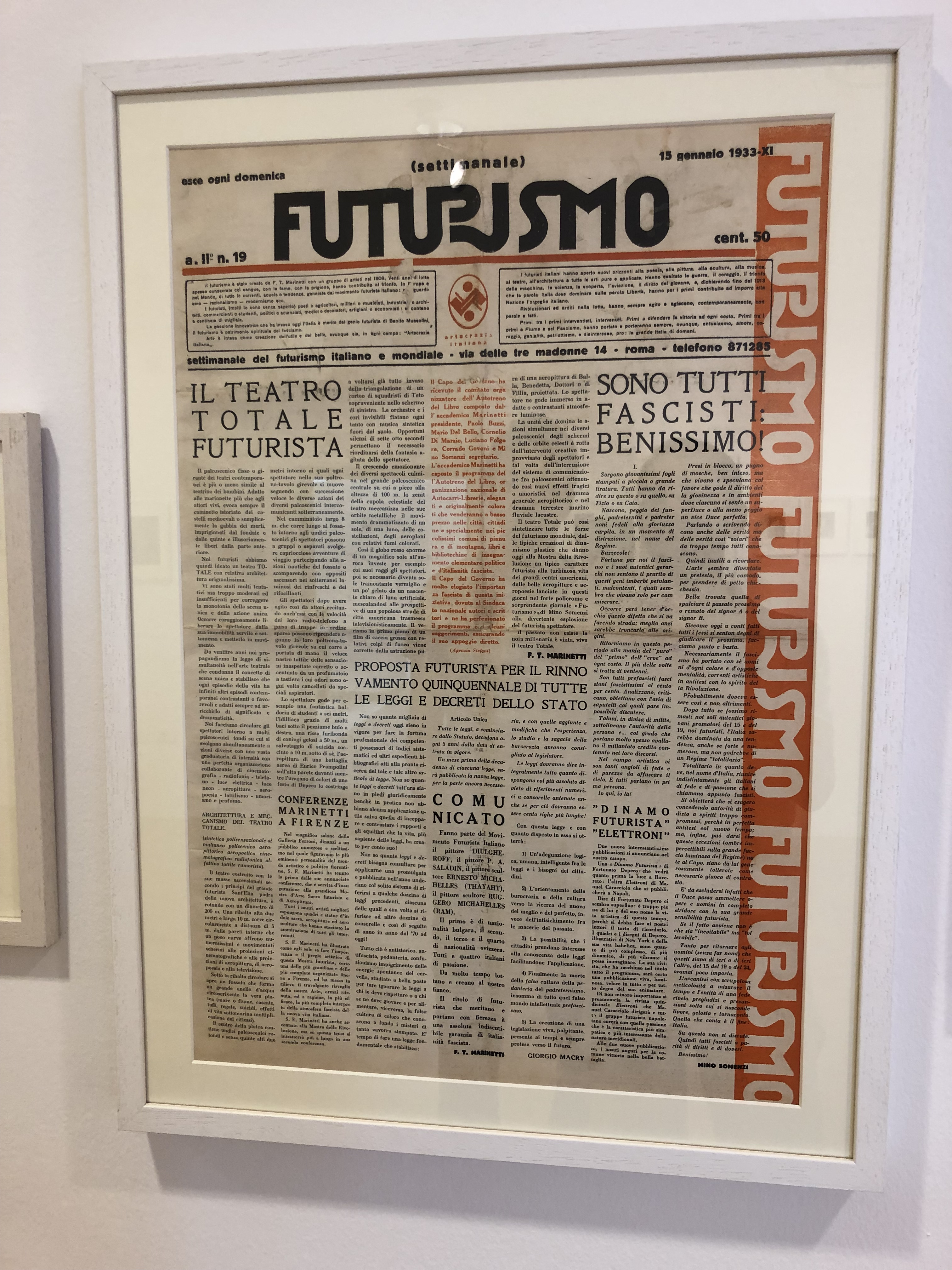
Prima pagina di un settimanale ispirato al futurismo.

All'inizio del XX secolo si sviluppa il Crepuscolarismo (con Guido Gozzano, Sergio Corazzini, Corrado Govoni e Marino Moretti) e il Futurismo (Filippo Tommaso Marinetti, Aldo Palazzeschi, Luciano Folgore, Ardengo Soffici e, nuovamente, Corrado Govoni), per poi giungere all'Ermetismo, che ebbe come massimo esponente Giuseppe Ungaretti, ma anche Salvatore Quasimodo e Eugenio Montale, la cui opera passò in un secondo tempo a linee poetiche originali ed innovative. Nella seconda metà del XX secolo si andò incontro al Neorealismo, con scrittori come Primo Levi (autore dei romanzi Se questo è un uomo e La tregua).
Altri autori della seconda metà del Novecento furono Alberto Moravia, Italo Calvino, Pier Paolo Pasolini e, appartenenti al movimento della Neo-avanguardia degli anni sessanta, Umberto Eco, Edoardo Sanguineti, Franco Fortini e Andrea Zanzotto.
Sei scrittori vinsero il Premio Nobel per la Letteratura nel secolo XX:
- 1906: Giosuè Carducci
- 1926: Grazia Deledda
- 1934: Luigi Pirandello
- 1959: Salvatore Quasimodo
- 1975: Eugenio Montale
- 1997: Dario Fo

### Pittura

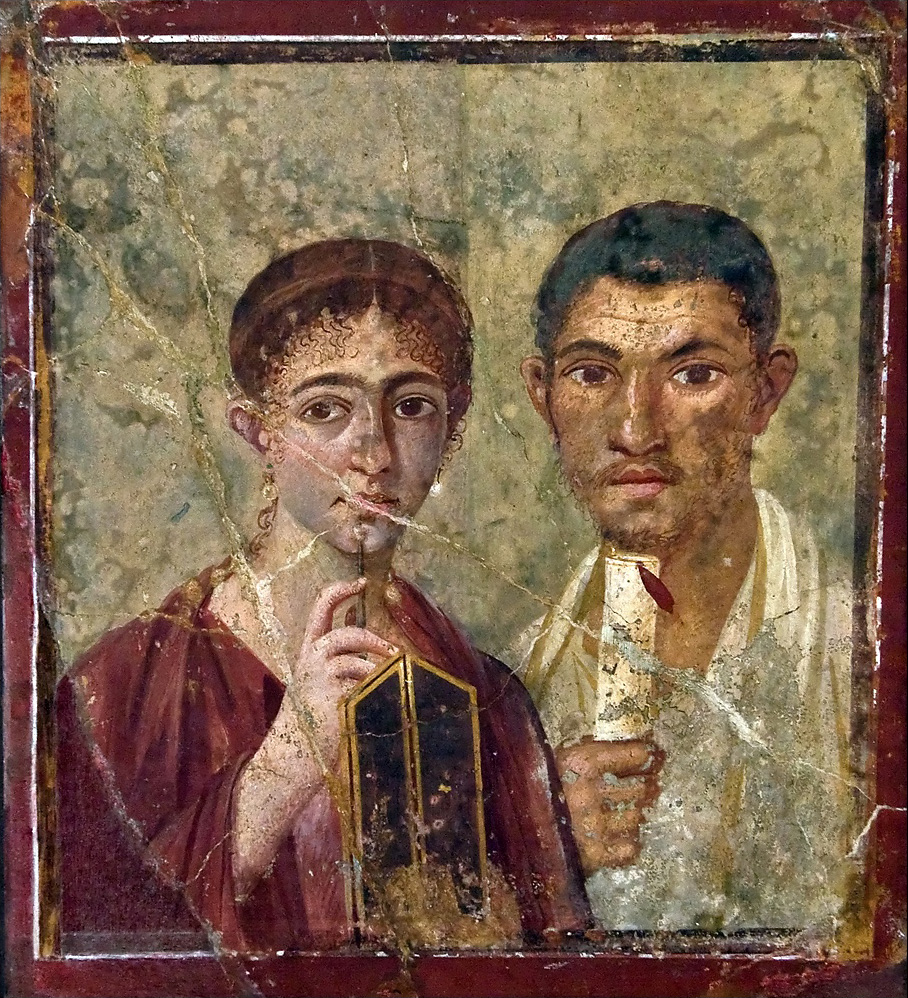
Ritratto di coniugi pompeiani

Pitture rupestri di epoca nuragica come quelle presenti in Sardegna o quelle del neolitico della Grotta dei Cervi di Porto Badisco, precedono le pitture tombali dei Fenici e quelle monumentali delle colonie elleniche presenti in Magna Grecia, mentre le pitture tombali degli Etruschi di Tarquinia sono tra i migliori esempi conservati prima dell'ascesa di Roma. I Romani inventarono un nuovo genere, la pittura trionfale, da cui derivò la rappresentazione di episodi "storici", sconosciuta ai Greci. Restano scarse tracce di tali rappresentazioni (citate abbondantemente dalle fonti), ma la fase imperiale è invece ben documentata da ritrovamenti archeologici a Roma, Pompei, Ercolano e Stabia.
Scarse sono le tracce pittoriche dopo la caduta dell'impero fino all'anno Mille, con alcune eccezioni di eccezionale interesse come gli affreschi di Castelseprio, di incerta datazione, ma comunque altomedievale, in cui si nota una forte fedeltà ai modelli della pittura bizantina.

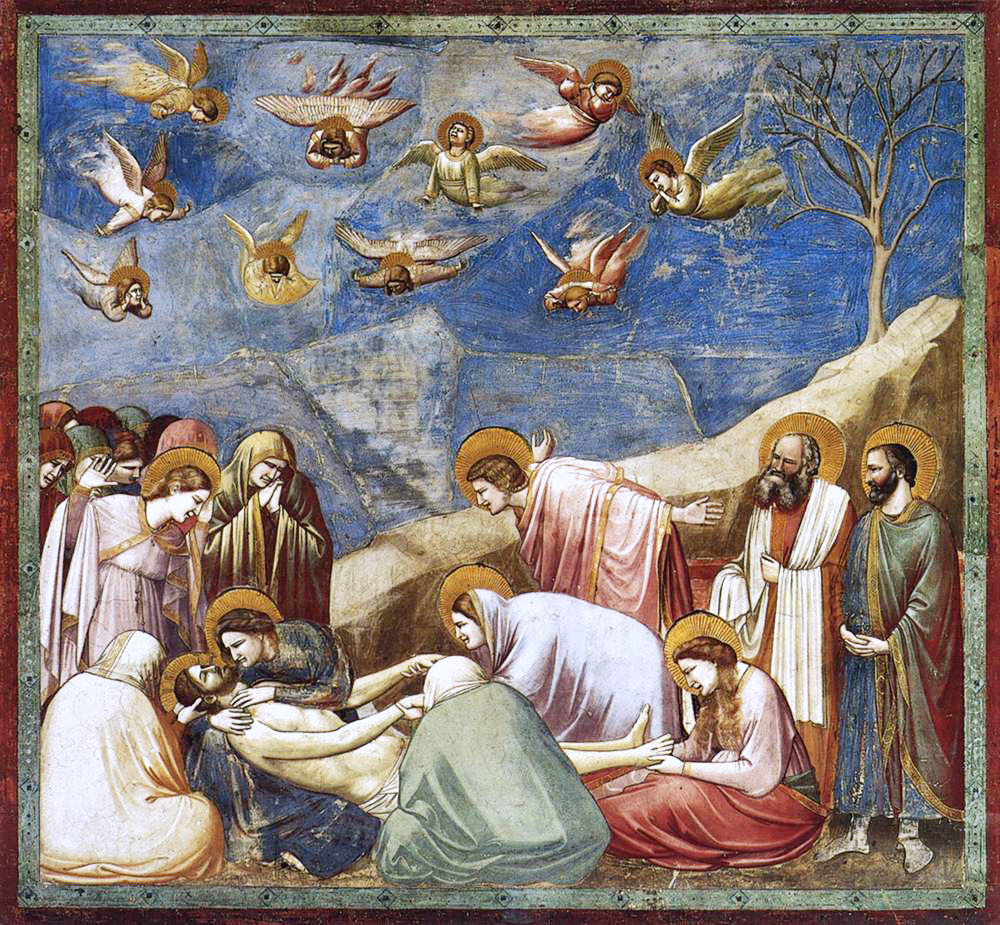
Compianto sul Cristo morto, affresco di Giotto (1305)

A differenza di architettura e scultura, la pittura subisce sorti alterne nel Basso medioevo, restando fermamente ancorata ai modelli bizantini fino al XIII secolo. I mercanti delle Repubbliche marinare, soprattutto Pisa e Venezia, portando in patria modelli e spunti da tutto il Mediterraneo, danno impulso alle scuole locali, in cui non mancano di manifestarsi graduali progressi. In Toscana Cimabue e Giotto pongono infatti le basi per una vera e propria rivoluzione figurativa, dove la rappresentazione veritiera dello spazio, della figura umana e dei suoi affetti è alla base di futuri, straordinari sviluppi. L'arte gotica fiorisce con risultati di estrema eleganza in centri come Siena, Napoli, Milano.

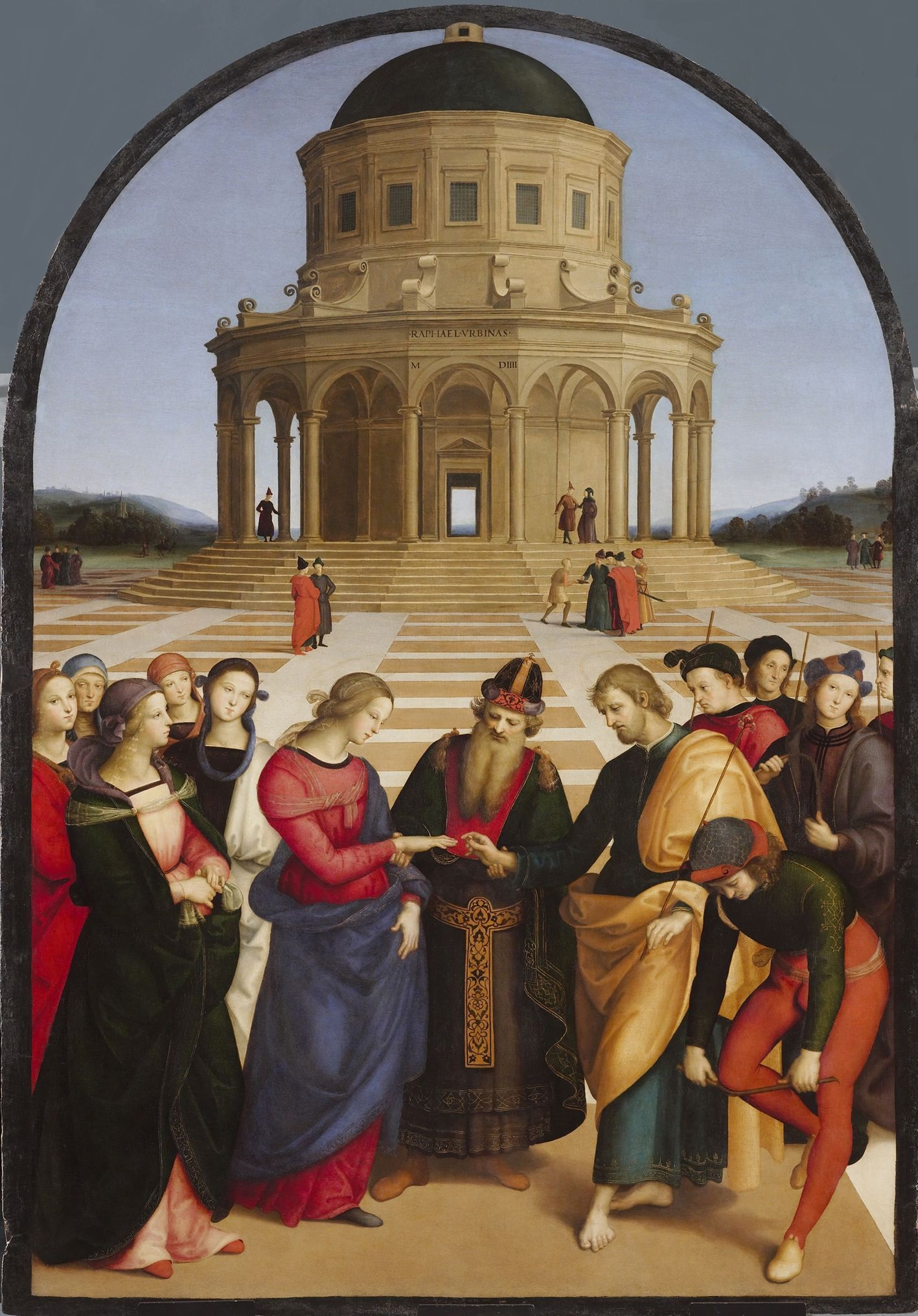
Sposalizio della Vergine, opera di Raffaello del 1501-1504

Il Rinascimento è un fenomeno culturale di ampia portata, che affonda le radici nell'Umanesimo letterario trecentesco e nel rinnovato interesse per l'arte romana. Agli albori del Quattrocento, a Firenze venne stimolato uno sviluppo delle arti all'insegna di un rinnovato rigore, della rinuncia all'"ornato" superfluo e della costruzione geometrica dello spazio, la prospettiva. La loro lezione viene ripresa da altri artisti, che nei loro viaggi diffondono il nuovo stile contaminandolo con le scuole locali e dando origine al periodo straordinario delle corti, in cui centri come Urbino, Ferrara, Mantova, Padova, Rimini, Napoli e l'Umbria, oltre a Firenze, forniscono nuove idee all'insegna di un panorama estremamente ricco e variegato.
Il Cinquecento si apre con figure universali come Leonardo, Raffaello e soprattutto Michelangelo, facendo dell'Italia il modello imprescindibile di riferimento per tutta l'arte europea. La straordinaria stagione della Roma papalina fornisce un modello artistico dominante, al quale solo Venezia, con Giorgione e Tiziano, è in grado di fornire un'alternativa altrettanto valida. Eventi tragici come il Sacco del 1527 portano alla dispersione degli artisti, garantendo però una nuova fioritura periferica.

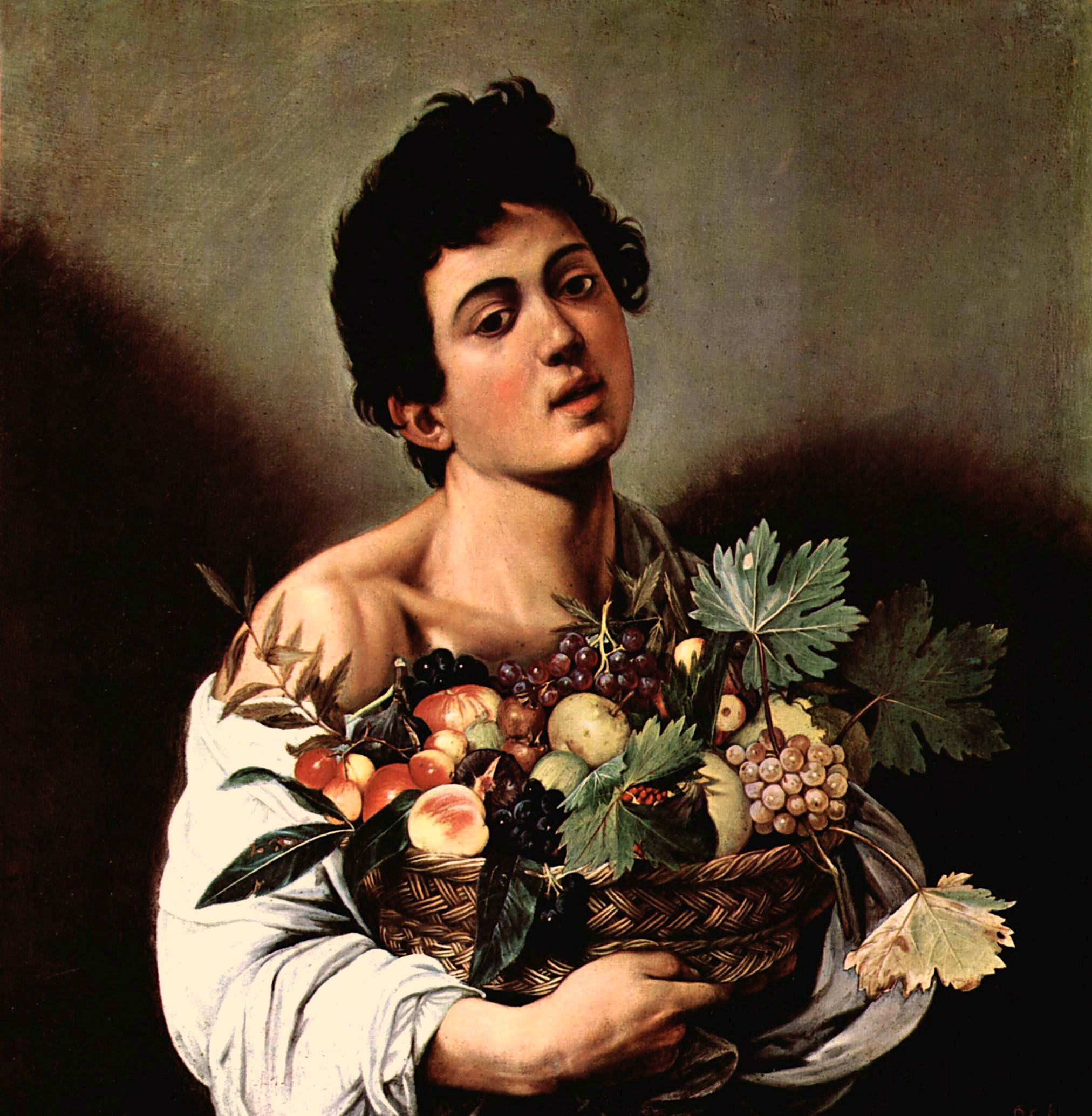
Fanciullo con canestro di frutta, di Caravaggio (1594)

Quando già le bizzarrie del manierismo, estremo sviluppo del Rinascimento romano e fiorentino, fanno presa in tutta Europa, la storiografia artistica vede la sua nascita con l'opera di Giorgio Vasari, il primo, grande, consapevole documentatore dei fatti artistici fin dai tempi della Grecia classica.
Il Seicento si apre con l'invenzione di un nuovo stile, il barocco, a Roma, che domina la scena artistica europea per un secolo e oltre. Artisti come Caravaggio, Bernini e Borromini sono i mattatori di un rinnovamento di grande impatto, che si affranca dai canoni dell'arte classica.
Dopo essere diventata la meta di artisti di tutto il mondo, col Grand Tour, aver espresso la grande scuola dei vedutisti veneziani (Canaletto su tutti) e figure del calibro di Giambattista Tiepolo, l'Italia dell'arte perde peso culturale al cospetto degli altri paesi europei. Si deve aspettare la fine del XIX secolo per ritrovare esperienze figurative di rilevanza europea con il movimento dei macchiaioli e quello dei divisionisti.
Durante il XX secolo l'Italia partecipa a pieno titolo alle rapide vicissitudini dell'arte moderna, con il futurismo (la prima delle avanguardie storiche), la metafisica, l'arte povera e la transavanguardia, fino agli artisti contemporanei, alcuni vere e proprie celebrities rinomate anche all'estero.

### Scultura
L'arte scultorea nella penisola italiana ha radici nella scultura della Magna Grecia. Del periodo etrusco ma influenzati dai Greci del sud Italia sono (tra il VII secolo a.C. e il III secolo a.C.), per esempio, l'Apollo di Veio attribuito allo scultore etrusco Vulca e datato intorno al VI secolo a.C..

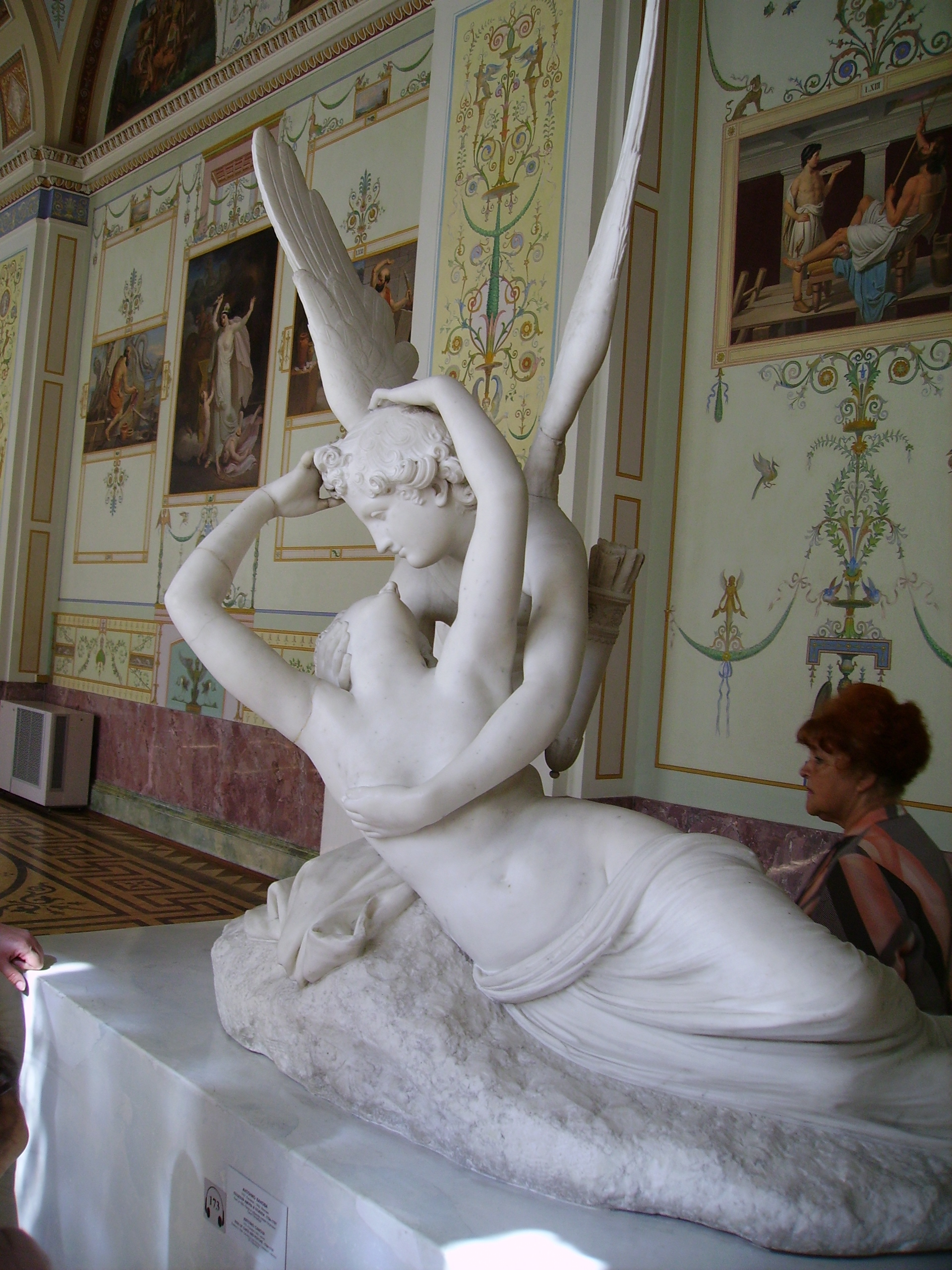
Amore e Psiche di Antonio Canova

Ma un grande sviluppo di quest'arte si ebbe tra il VI secolo a.C. e il V secolo durante la crescita dell'Impero Romano. Sono di questo periodo opere d'arte come l'Augusto di Prima Porta dell'8 a.C. circa, o la statua colossale di Costantino I, databile intorno al 330.
Un'ulteriore crescita della scultura italiana si ebbe nel XVI secolo, quando si affermarono tre grandi movimenti artistici tra loro strettamente collegati: Rinascimento, Manierismo e Barocco.
Con il Rinascimento si assiste ad una riscoperta dell'arte classica e tra gli scultori della scultura rinascimentale si ricordano Michelangelo Buonarroti, Donatello e Filippo Brunelleschi. La scultura manieristica vide una maggiore complessità delle forme rispetto a quella rinascimentale.
Con il Barocco, che rimase lo stile dominante per tutto il XVII secolo, si passò ad una scultura fortemente dinamica, che dovesse rispecchiare il fasto della Chiesa. Uno dei protagonisti di questo periodo fu Gian Lorenzo Bernini con sculture come il Apollo e Dafne o l'Estasi di santa Teresa d'Avila.
Verso la fine del XVIII secolo si sviluppò il Neoclassicismo, in opposizione al Barocco. Tra i grandi scultori dell'epoca si annovera Antonio Canova che realizzò opere come Amore e Psiche, la Maddalena penitente e le Tre Grazie.
In epoca più recente, vanno sicuramente ricordate le opere futuristiche di artisti come Umberto Boccioni (1882-1916), la cui opera più celebre è Forme uniche della continuità nello spazio, che compare sulla moneta italiana da 20 centesimi.

### Architettura
L'architettura italiana sviluppò caratteri omogenei sotto l'Impero romano. L'architettura romana, influenzata da quella greca e da quella etrusca, assunse caratteri propri, risultando rispetto alle precedenti maggiormente legata allo spazio interno e ad un forte plasticismo derivato dall'uso di archi, volte e cupole.
In epoca paleocristiana, con la diffusione del cristianesimo, le chiese italiane ripresero i modelli delle basiliche romane, con una navata centrale affiancata da corridoi laterali. Questo stile architettonico si mantenne negli anni tanto che il passaggio dall'architettura paleocristiana a quella proto-medievale non fu particolarmente evidente.

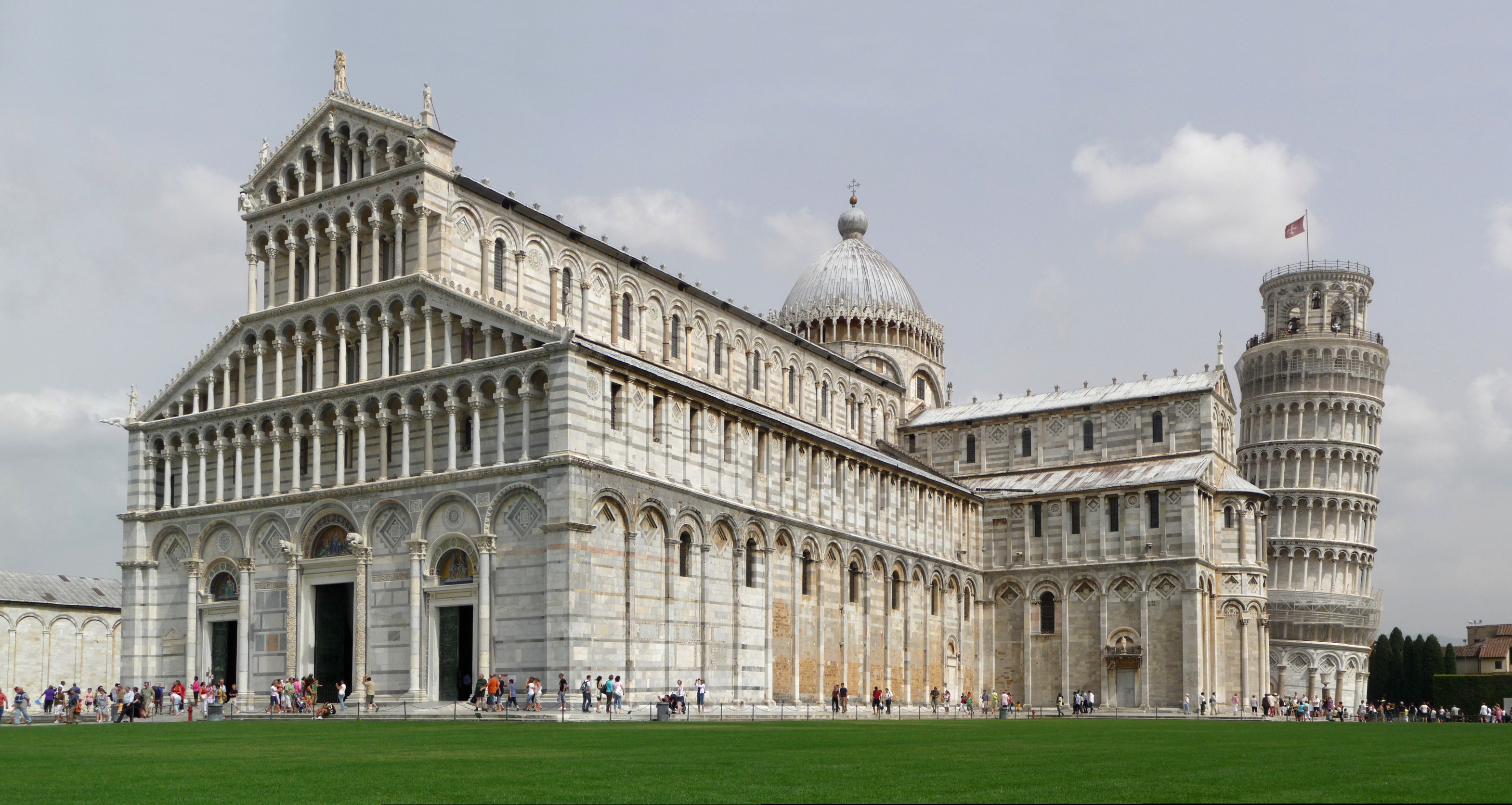
Lo stile romanico della Cattedrale di Pisa

Nemmeno le innovazioni planimetriche introdotte in Francia e Germania durante il periodo romanico raggiunsero immediatamente l'Italia, dove, tra i secoli XI e XII si proseguì nella costruzione di impianti basilicali, solitamente privi di transetto. Nella seconda metà dell'XI secolo si inizia però a registrare la costruzione di chiese dotate di absidi e transetti che caratterizzeranno l'architettura romanica italiana.

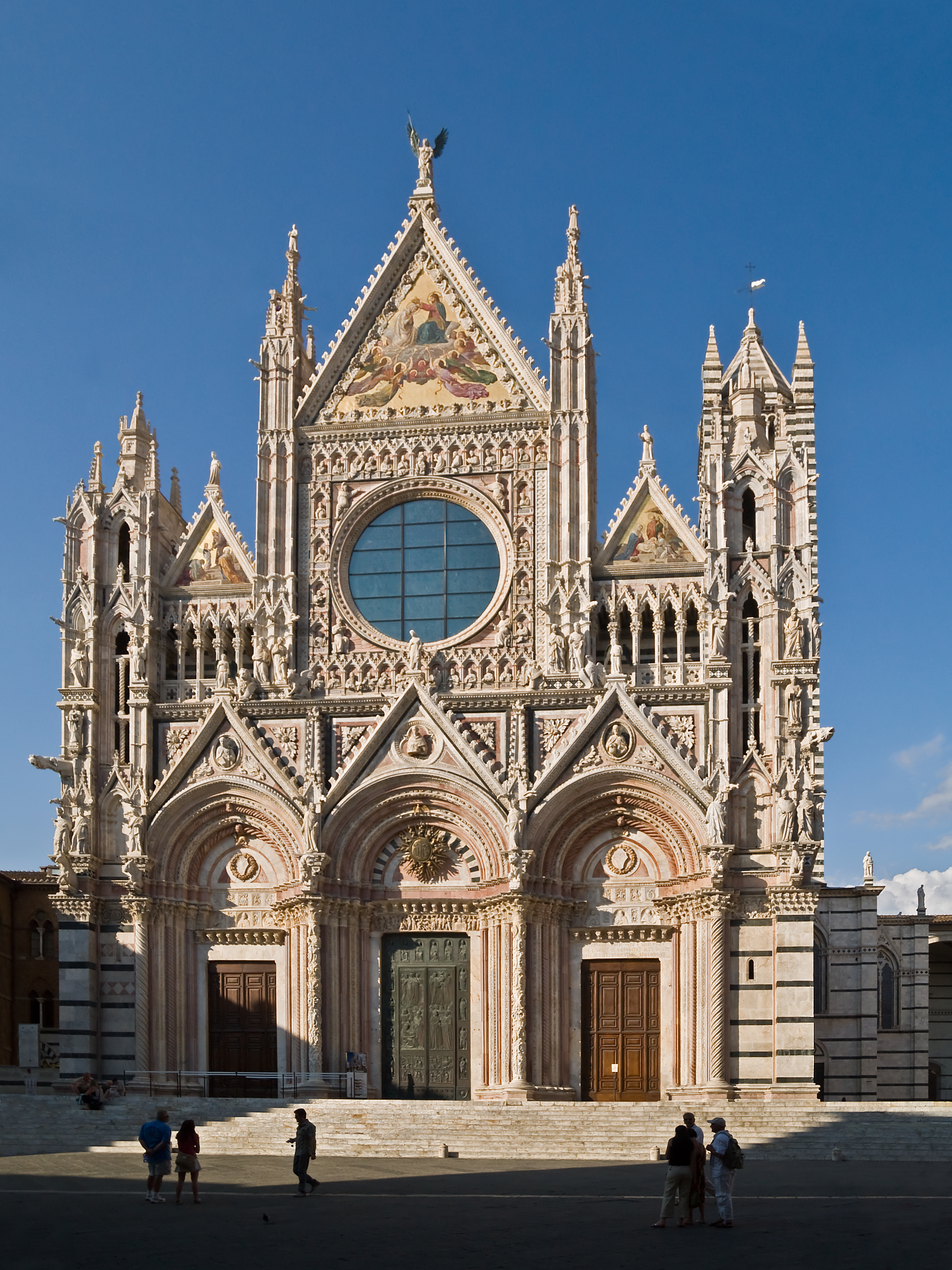
Il gotico del Duomo di Siena

L'architettura gotica fu introdotta in Italia dai cistercensi, e tra il XIII e il XIV secolo andò a influenzare non solo la costruzione di edifici religiosi ma anche quella dei castelli e degli edifici civili, assumendo le proprie peculiarità nel cosiddetto gotico italiano.

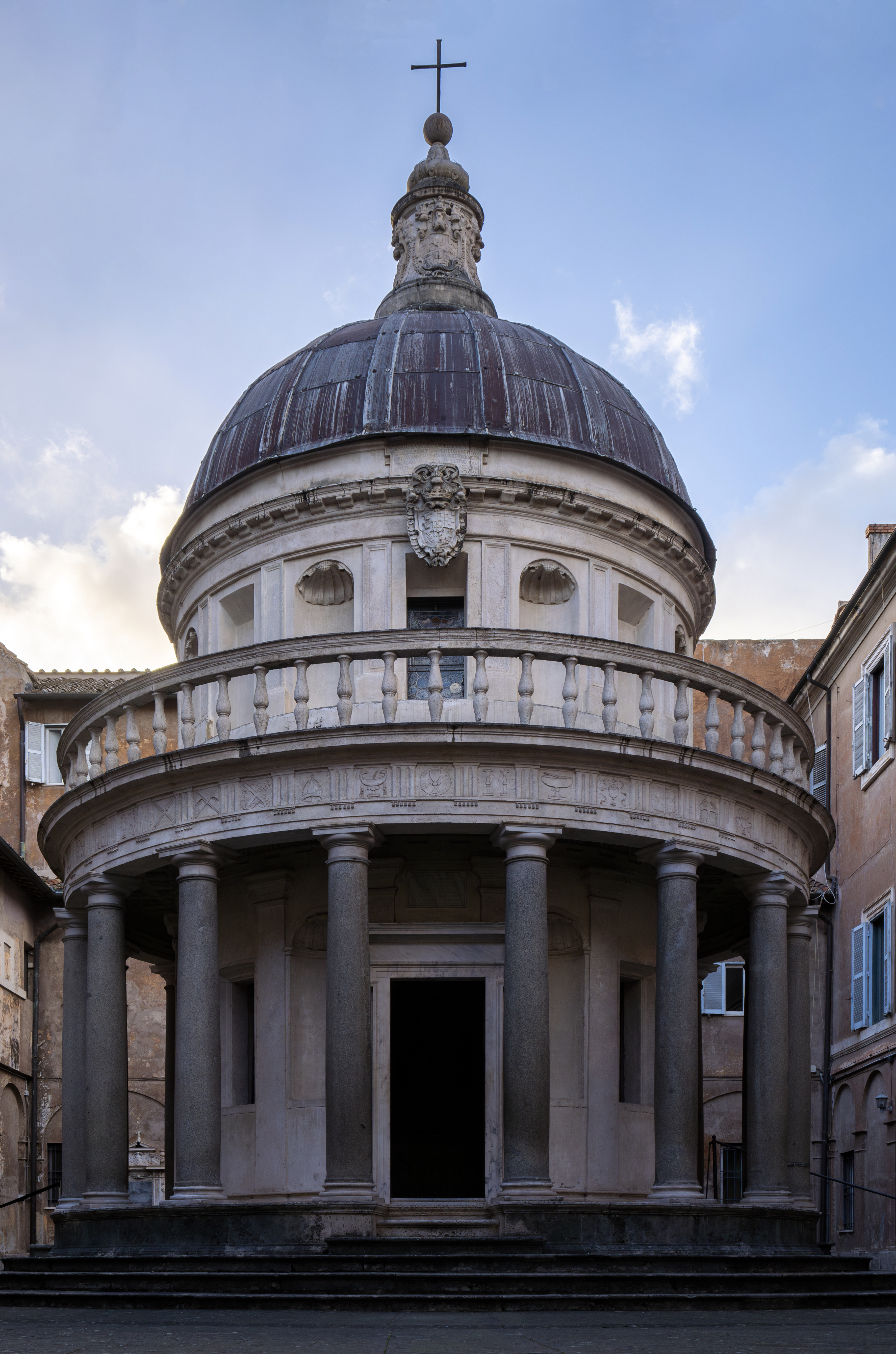
Il tempietto del Bramante a Roma, considerato uno degli esempi più significativi d'architettura rinascimentale

L'architettura rinascimentale si sviluppò a Firenze, dove, durante il periodo romanico, si era mantenuta una certa continuità con le forme chiare e regolari dell'architettura classica. Il punto di svolta, che segna il passaggio dall'architettura gotica a quella rinascimentale, coincide con la realizzazione della cupola del Duomo di Firenze, eseguita da Filippo Brunelleschi tra il 1420 e il 1436. Alcuni anni dopo l'esordio di Brunelleschi si registra l'attività di Leon Battista Alberti, che a Firenze eseguì il Palazzo Rucellai e la facciata di Santa Maria Novella. Il pieno Rinascimento invece fu essenzialmente romano, grazie all'opera di Bramante, Raffaello Sanzio e Michelangelo Buonarroti, mentre il Rinascimento del XVI secolo venne chiuso da alcune opere di Andrea Palladio, che influenzò notevolmente l'architettura europea.
Lo stile barocco, legato alla Controriforma, fu prodotto a Roma ed esercitò la sua influenza in tutto il mondo cattolico grazie alle opere di Gian Lorenzo Bernini, Francesco Borromini e Pietro da Cortona che contribuirono a farne evolvere ulteriormente il linguaggio non più applicandolo esclusivamente ad elementi decorativi, ma estendendolo a una concezione dello spazio basata su elaborazioni di nuove forme quali ellissi, spirali, curve policentriche.
Notevole importanza rivestono anche le trasformazioni urbanistiche, dovute principalmente all'attività di Sisto V che, con il supporto tecnico di Domenico Fontana, promosse il primo progetto di sistemazione urbanistica della città di Roma.
L'architettura del Settecento in Italia venne caratterizzata dallo stile tardo barocco e rococò, mentre nell'Ottocento si sviluppò l'architettura neoclassica.
Nel Novecento l'Art Nouveau ebbe in Giuseppe Sommaruga ed Ernesto Basile due dei principali e più originali esponenti. Un linguaggio totalmente nuovo si preannunciò con la pubblicazione nel 1914 del Manifesto dell'Architettura futurista di Antonio Sant'Elia. Lo stesso pubblicò le sue tavole della "Città Nuova", proponendo nuovi modelli architettonici che esaltavano la funzionalità ed una nuova estetica. Il secondo dopoguerra fu caratterizzato da diversi talenti, ma fu privo di una direzione unitaria.
Tra i principali architetti attivi in Italia tra la fine del Novecento e l'inizio del XXI secolo si ricordano Renzo Piano, Massimiliano Fuksas e Gae Aulenti.

### Musica

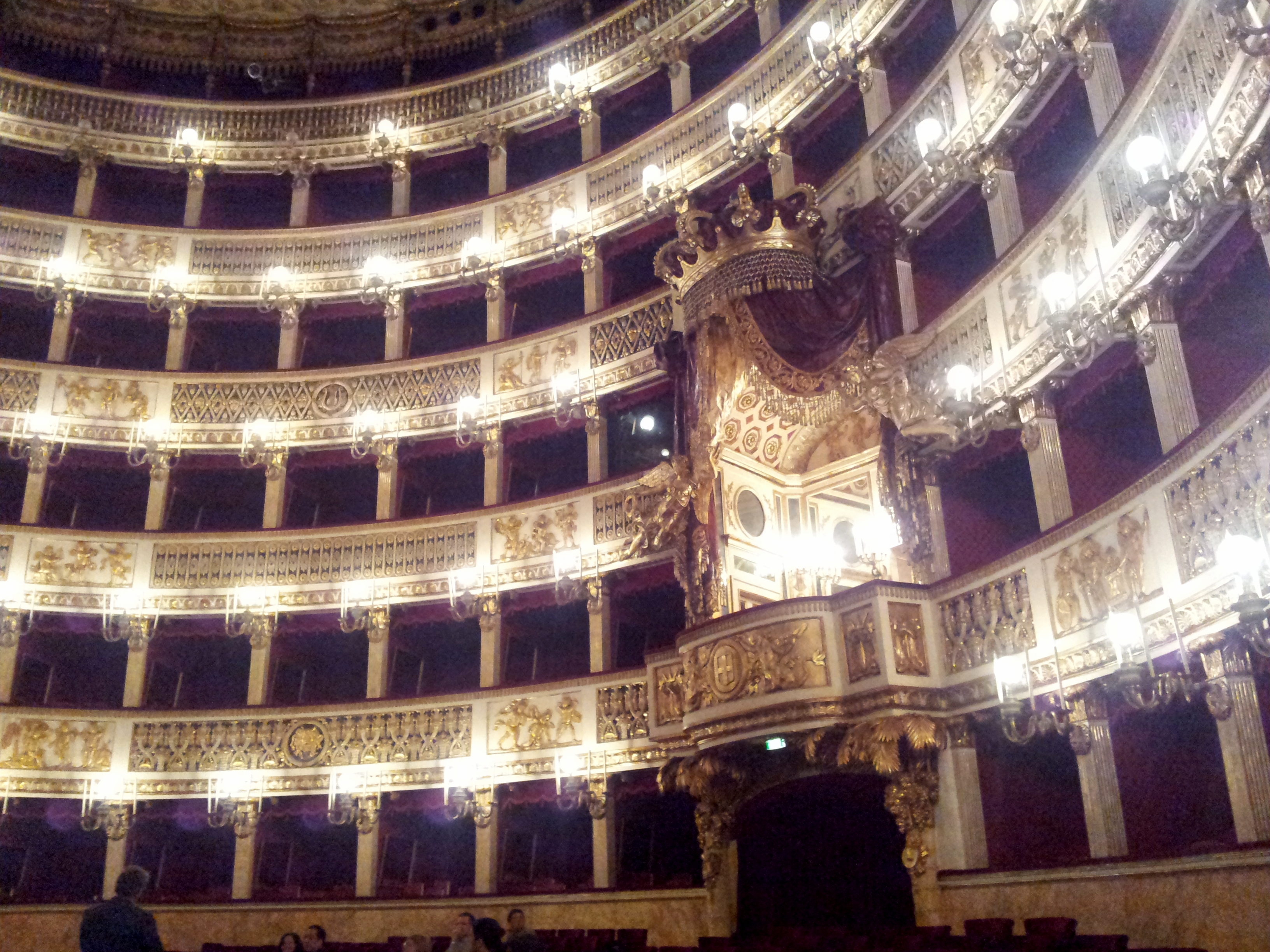
Il Teatro San Carlo di Napoli (1737). Il più antico teatro d'opera al mondo ancora attivo

La musica nella penisola italiana ha origine nella Magna Grecia; successivamente quella di Roma fu influenzata dagli Etruschi. È in questo periodo che si fa risalire la diffusione di strumenti di metallo usati a scopi militari, come la buccina, il lituo e l tuba di bronzo a canna dritta.
In seguito, dopo la conquista della Magna Grecia e di quell'antica da parte dei romani, vi fu una forte influenza della cultura ellenistica (e quindi della musica greca). La musica dei romani, rispetto a quella greca, era più vivace, in quanto mescolata con elementi di origine italica ed eseguita da grandi complessi in cui dominavano gli strumenti a fiato come la tibia e ancora la buccina e il lituo. Si faceva anche uso dell'organo idraulico e di vari strumenti a percussione. In periodo romano, dunque, oltre agli scopi militari, la musica veniva utilizzata per accompagnare gli spettacoli dei gladiatori e le pantomime.

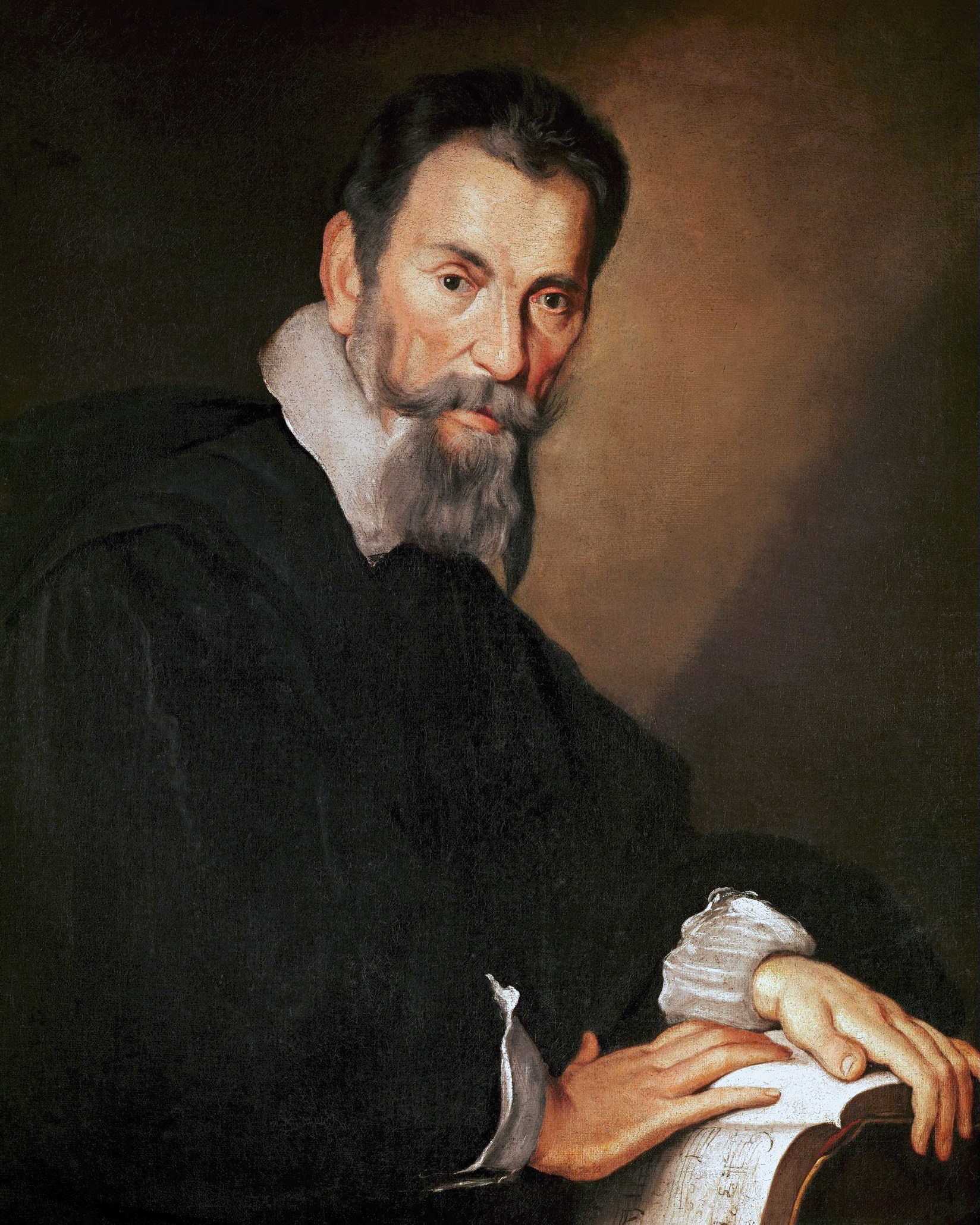
Claudio Monteverdi

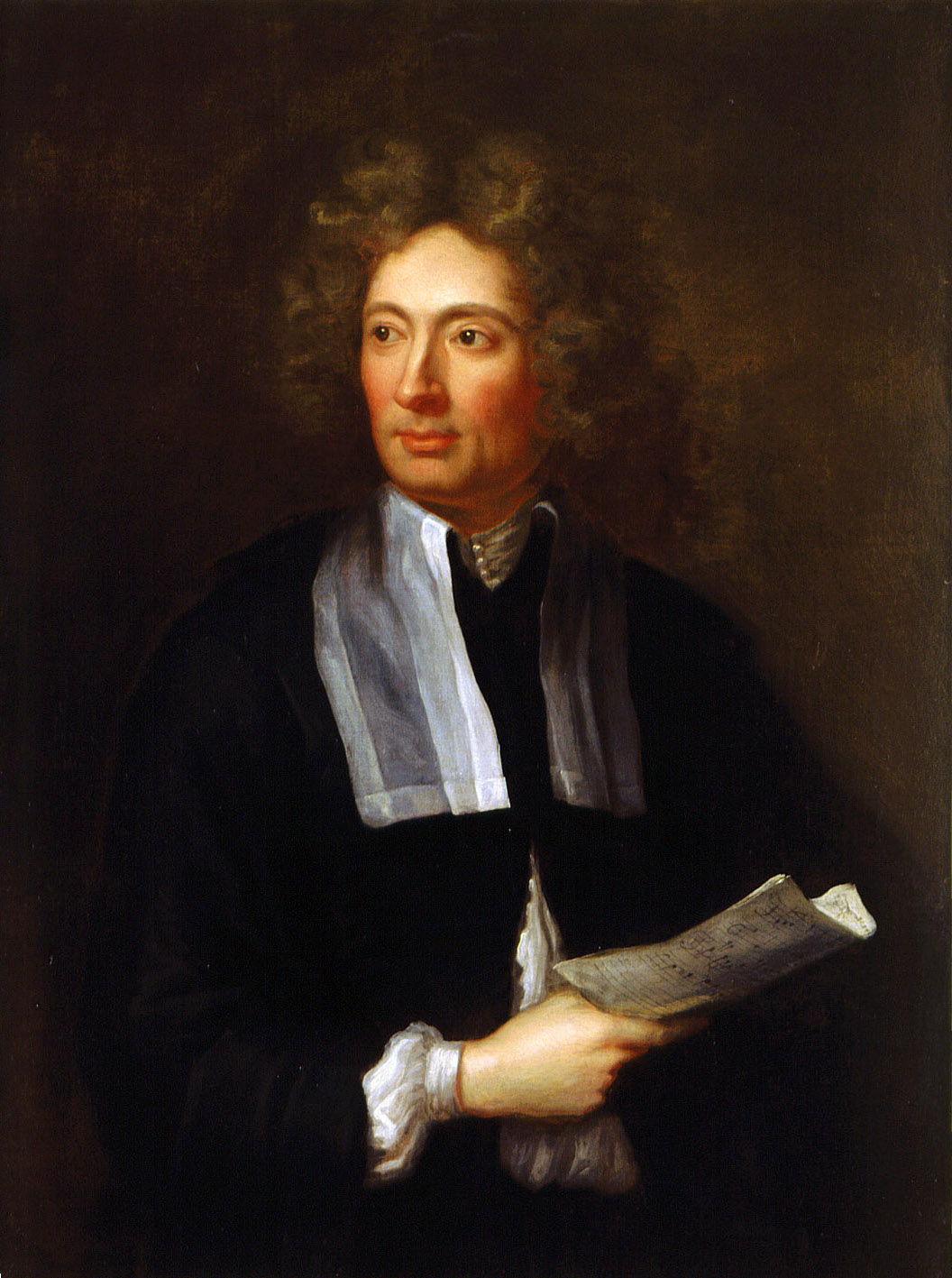
Arcangelo Corelli

Con la diffusione del Cristianesimo, si vide la nascita del canto cristiano e della musica corale, alle quali venne affiancato, successivamente, l'accompagnamento dell'organo.
Agli inizi del VI secolo si ebbe la nascita del canto gregoriano che classificò i brani di musica sacra secondo un sistema di modi ispirati ai modi della musica greca.
Dal IX secolo e per tutto il Medioevo venne introdotto l'uso del neuma, che fu la prima forma di notazione musicale, che venne abbandonata intorno al XV secolo dopo l'introduzione del pentagramma.
Ma il Medioevo fu anche caratterizzato dalla produzione di musica di carattere non sacro, per accompagnare spettacoli teatrali, recitazioni di poesie o semplicemente per ballare.
Il primo volume di musica a stampa fu pubblicato nel 1501 a Venezia ad opera di Ottaviano Petrucci: si trattava dell'Harmonice Musices Odhecaton. Lungo l'arco del secolo, tramite il lavoro compositivo di Giovanni Pierluigi da Palestrina ed in seguito del trattato De Institutioni Harmonica (1589) di Gioseffo Zarlino, si definiscono in modo completo ed esauriente le leggi del contrappunto (e quindi della polifonia).

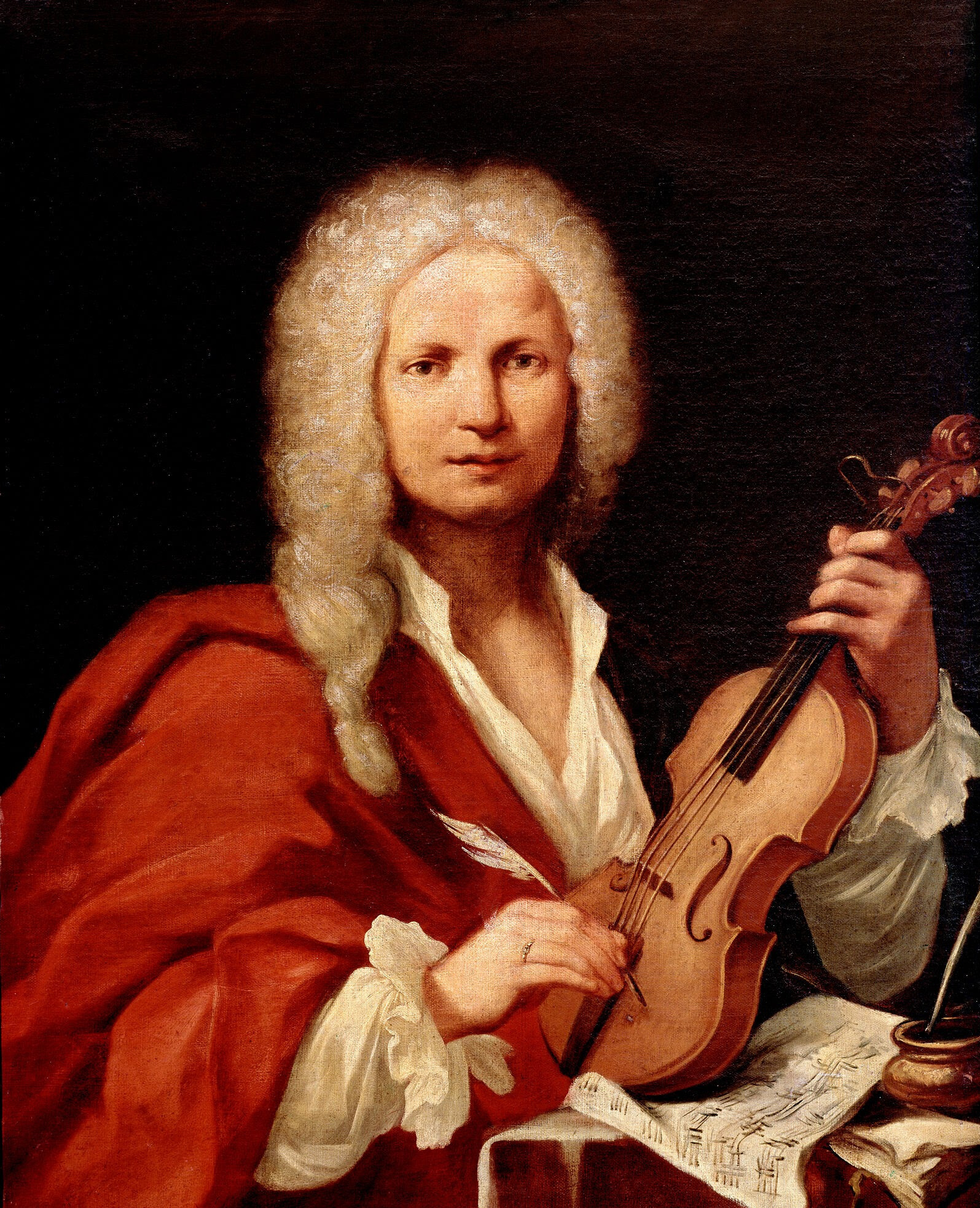
Antonio Vivaldi

Agli inizi del Seicento, grazie al lavoro di compositori come Claudio Monteverdi, nasce il melodramma e si gettano le basi per la nascita del moderno sistema tonale. I primi conservatori musicali nacquero a Napoli, capitale dell'Opera italiana con la scuola napoletana. Nel fecondo periodo barocco si segnalano, tra gli altri, Arcangelo Corelli, padre del concerto grosso, Alessandro Scarlatti, fondatore dell'opera napoletana, Domenico Scarlatti, straordinario innovatore della musica per tastiera, Giovanni Battista Pergolesi, precursore della melodia romantica dell'Ottocento italiano, e Antonio Vivaldi, grazie al quale il concerto assume una sua struttura definitiva.

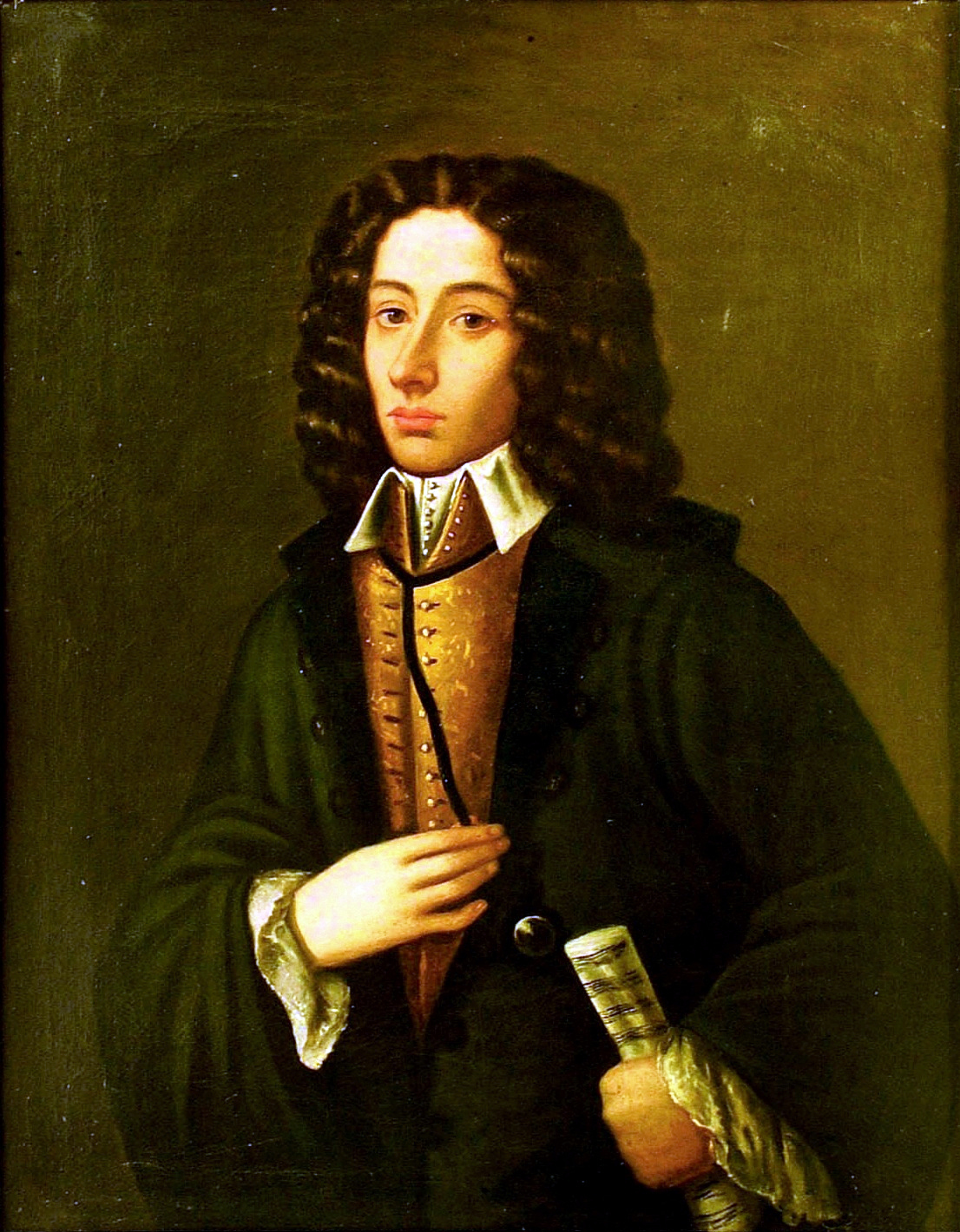
Giambattista Pergolesi

Passando all'Ottocento, si giunge alla grande stagione operistica italiana. Tra i maggiori protagonisti si annoverano Gioachino Rossini, Vincenzo Bellini, Gaetano Donizetti, Giuseppe Verdi e Giacomo Puccini, le cui opere sono tutt'oggi rappresentate in tutto il mondo. È questo anche il periodo d'oro della canzone napoletana, grazie ad autori come Salvatore di Giacomo, Libero Bovio, Ferdinando Russo, Ernesto Murolo. Alcune canzoni di quel periodo sono ancora oggi molto popolari, e diverse sono state tradotte anche in lingua straniera. La canzone 'O sole mio, datata 1898, è ritenuta da molti una delle canzoni più famose al mondo.

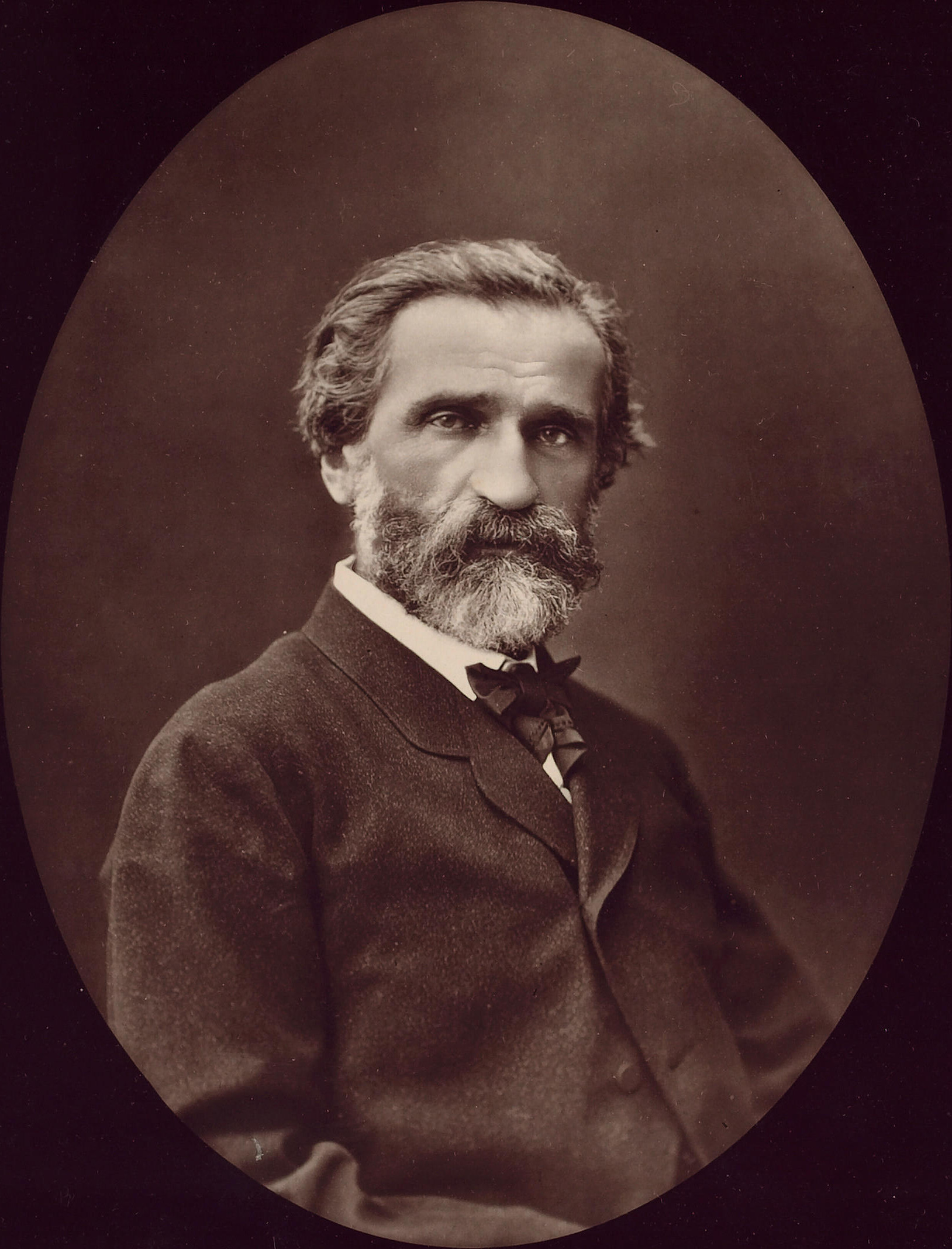
Giuseppe Verdi

Da non dimenticare Il Canto degli italiani scritto da Goffredo Mameli (testo) e Michele Novaro (musica) nella prima metà del XIX secolo, che è l'inno nazionale della Repubblica Italiana.
Si giunge, infine, al Novecento, che vede la nascita della musica sperimentale, caratterizzata dall'abbandono dei concetti classici tradizionali di melodia e armonia e utilizzando la nuova tecnologia dell'elettronica per creare suoni fino ad allora impossibili. In Italia, uno dei primi a dedicare la sua attenzione alla musica sperimentale è stato Ferruccio Busoni, la cui pubblicazione del 1907, Abbozzo di una Nuova Estetica della Musica, discuteva l'uso di nuovi suoni elettrici ed altri nella musica del futuro. Egli ha parlato della sua insoddisfazione per i vincoli della musica tradizionale:
Allo stesso modo Luigi Russolo, il pittore e compositore futurista italiano, scrisse delle possibilità della nuova musica nei suoi manifesti del 1913 L'arte dei rumori e La musica futurista. Inventò e costruì anche strumenti come gli intonarumori, principalmente percussioni, che furono usati in un precursore dello stile noto come musique concrète. Uno degli eventi più influenti nella musica del primo Novecento fu il ritorno di Alfredo Casella dalla Francia nel 1915; Casella fondò la Società Italiana di Musica Moderna, che promosse diversi compositori con stili disparati, che andavano dallo sperimentale al tradizionale. Dopo una disputa sul valore della musica sperimentale nel 1923, Casella formò la Corporazione delle Nuove Musiche per promuovere la musica sperimentale moderna.
Negli anni '50 Luciano Berio sperimentò con strumenti accompagnati da suoni elettronici su nastro. Nell'Italia moderna un'importante organizzazione che promuove la ricerca nell'avanguardia e nella musica elettronica è la CEMAT, la Federazione dei centri di musica elettroacustica italiana. Fu fondata nel 1996 a Roma ed è membro del CIME, la Confédération Internationale de Musique Electroacoustique. La CEMAT promuove le attività del progetto "Sonora", lanciato congiuntamente dal Dipartimento per le arti dello spettacolo, dal Ministero per gli affari culturali e dalla Direzione per le relazioni culturali del Ministero degli affari esteri con l'obiettivo di promuovere e diffondere la musica contemporanea italiana all'estero. Questi cambiamenti hanno anche reso la musica classica meno accessibile a molte persone. Importanti compositori italiani del XX secolo sono Ottorino Respighi, Ferruccio Busoni, Alfredo Casella, Gian Francesco Malipiero, Franco Alfano, Bruno Maderna, Luciano Berio, Luigi Nono, Sylvano Bussotti, Salvatore Sciarrino, Luigi Dallapiccola, Carlo Jachino, Gian Carlo Menotti, Jacopo Napoli e Goffredo Petrassi.
Nell'ambito della musica colta del Novecento non va inoltre trascurata l'importante scuola di strumentisti e direttori d’orchestra, che ha annoverato (ed annovera) alcuni tra i più importanti esecutori del Novecento; vanno ricordati, tra gli altri, Arturo Benedetti Michelangeli, il Quartetto italiano, I Musici, Salvatore Accardo, Maurizio Pollini, Uto Ughi, Aldo Ciccolini, Severino Gazzelloni, Arturo Toscanini, Mario Brunello, Ferruccio Busoni, Bruno Canino, Claudio Abbado, Carlo Maria Giulini, Oscar Ghiglia e Riccardo Muti.
Il ‘900 è anche l’epoca della nascita della musica pop e rock (oltre agli altri numerosi generi musicali del periodo) negli Stati Uniti, che giunse, più tardi, anche in Italia. Inoltre è anche l'inizio dell'affermazione del rinomato Festival della canzone italiana di Sanremo, al quale hanno partecipato in linea di massima tutte le più grandi celebrità della musica italiana, ma anche alcuni grandi musicisti stranieri conosciuti a livello mondiale.

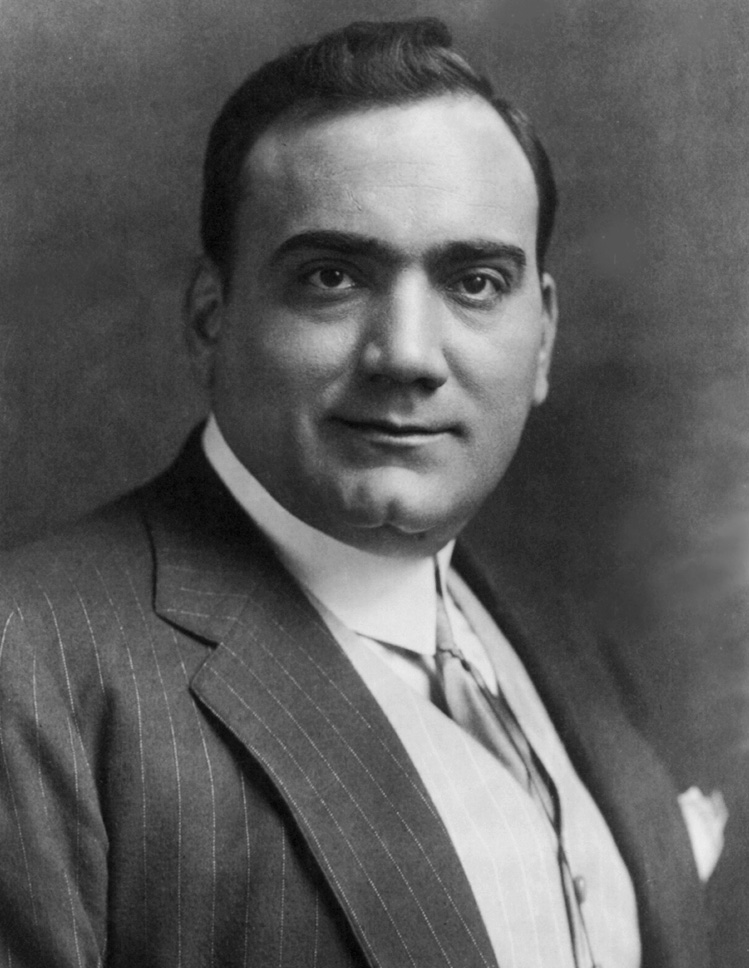
Enrico Caruso, uno dei più grandi tenori di tutti i tempi.

Nei primi anni del novecento la canzone italiana subisce l'influenza sia della lirica, sia della tradizione popolare napoletana; sono impiegati gli strumenti dell'orchestra e la voce è prevalentemente impostata. Per avvertire la presenza di strumenti nuovi e di ritmi più vivaci bisogna attendere gli anni venti, quando dagli USA giungono le note del jazz sotto forma di musica da ballo. Dagli anni trenta le canzoni trovano nella radio un nuovo mezzo di diffusione e i cantanti radiofonici raggiungono il successo. Tra gli interpreti di quegli anni si ricordano le tre sorelle (d'origine nederlandese) conosciute come Trio Lescano.
Nel 1951 nasce la musica italiana mainstream con lo svolgimento del primo Festival di Sanremo, manifestazione che costituirà un trampolino di lancio per i cantanti di musica italiana contemporanea. Nel 1954 iniziano le trasmissioni televisive e i cantanti, che prima erano solo "voci", diventano veri e propri personaggi, alla ribalta della cronaca ed al centro della curiosità pubblica al pari degli attori. Qualcuno di loro raggiunge una tale popolarità da "entrare nella leggenda": fra questi c'è Fred Buscaglione, nato nel 1922 e morto prematuramente in un incidente automobilistico sulla sua thunderbird rosa confetto nel centro di Roma, di notte, nel 1960, pochi minuti dopo essere uscito da un locale.
In Italia il consumo di musica leggera aumenta notevolmente intorno al 1960. Le forme tendono ad imitare quelle statunitensi: gli "urlatori" riprendono lo stile vocale del rock and roll e Little Tony si rifà, nel genere e nei modi ad Elvis Presley. Negli anni sessanta la canzone italiana gode di un momento favorevolissimo negli Stati Uniti. In Italia la situazione fortunata si deve alla creazione di canzoni "leggere" (canzonette), spesso ispirate ai temi dell'estate. Dagli USA intanto giunge il rock e prende l'avvio uno stile dai ritmi veloci che impiega strumenti elettrici.
Un cantante notevolmente influenzato dalla nuova musica è Adriano Celentano: la sua carriera inizia proprio con brani da "urlatore" (così vengono chiamati i primi imitatori italiani del genere rock). Si diffonde inoltre uno stile più impegnato, in cui si dà rilievo ai testi, sia che si basino su temi d'amore, sia che trattino argomenti ed aspetti della vita quotidiana. Molti di questi brani vengono eseguiti e scritti dalla stessa persona, il cantautore, che conquista una posizione di notevole importanza nel panorama della musica italiana. Nella metà degli anni settanta nasce la musica neomelodica, genere musicale napoletano.

### Fotografia
In Italia i primi esperimenti di fotografia sono condotti da Enrico Federico Jest e da Antonio Rasetti nell'ottobre del 1839 con un macchinario di loro costruzione basato sui progetti di Daguerre. Le prime fotografie italiane sono vedute del Tempio della Gran Madre, di Piazza Castello, e di Palazzo Reale, tutte a Torino.
In Italia la fotografia d'arte è chiamata anche fotografia di ricerca e raggiunge il suo apice negli anni 70 e 80. Tra gli autori più significativi di questo genere fotografico vanno ricordati: Luigi Ghirri, Franco Fontana, Paolo Gioli.

### Moda
La moda italiana del XX secolo è celebre in tutto il mondo; stilisti come Giorgio Armani, Mario Prada, Guccio Gucci, Gianni e Donatella Versace, Valentino, Franco Moschino, Salvatore Ferragamo, Nicola Trussardi, Laura Biagiotti, Fendi, Max Mara, Miu Miu, Emilio Pucci, Ottavio Missoni, Roberto Cavalli, Gianfranco Ferré e la coppia di stilisti Domenico Dolce e Stefano Gabbana sono considerati tra i più grandi designer della moda al mondo.
La città di Milano è uno dei più importanti e prestigiosi centri della moda mondiale. Sono italiane anche alcune tra le più prestigiose etichette di accessori e gioielli, come Bulgari e Luxottica, la più grande azienda al mondo di occhialeria. Inoltre, la rivista Vogue Italia è considerata la rivista di moda più importante e prestigiosa del mondo.

### Design
Con l'espressione design italiano si fa riferimento a tutte le forme di disegno industriale inventate e realizzate in Italia, compresa la progettazione di interni, la progettazione urbana, di automobili, il design della moda e la progettazione architettonica.

### Cinema

Fellini dietro la macchina da presa

La storia del cinema italiano inizia pochi mesi dopo l'invenzione dei fratelli Lumière. La prima pellicola durava pochi secondi, e vi compariva il Papa Leone XIII intento a benedire verso la cinepresa.
La vera e propria industria cinematografica nacque tra il 1903 ed il 1908 con tre compagnie: la Società Anonima Ambrosio e la Itala Film a Torino e la Cines a Roma. Successivamente, nacquero altre compagnie a Milano e Napoli. Molte pellicole ebbero successo sia in Italia che all'estero, e quando il Fascismo salì al potere, Benito Mussolini lo sfruttò a fini propagandistici.
Dopo la Seconda guerra mondiale, il cinema italiano conobbe il suo periodo migliore, che portò altissimi riconoscimenti in tutto il mondo, in particolare con il neorealismo. Vittorio De Sica, Federico Fellini, Sergio Leone, Pier Paolo Pasolini, Michelangelo Antonioni e Dario Argento sono considerati "maestri" ancora oggi negli Stati Uniti. Tra le pellicole più famose di quegli anni d'oro, si ricordano La dolce vita, Il buono, il brutto, il cattivo e Ladri di biciclette.
Dopo il 1980, il cinema italiano ha vissuto un periodo di decadenza, con alcuni vertici come nel 1994 la pellicola intitolata Il postino con Massimo Troisi, e nel 1999, il film di Roberto Benigni intitolato La vita è bella, che riuscì addirittura a vincere tre premi Oscar (migliore colonna sonora, miglior film straniero e, soprattutto, Miglior Attore Protagonista, fino ad allora unico non anglosassone a vincere questa statuetta) nella notte del 24 marzo 1999.
A Torino, la Mole Antonelliana ospita il Museo nazionale del Cinema.

### Teatro

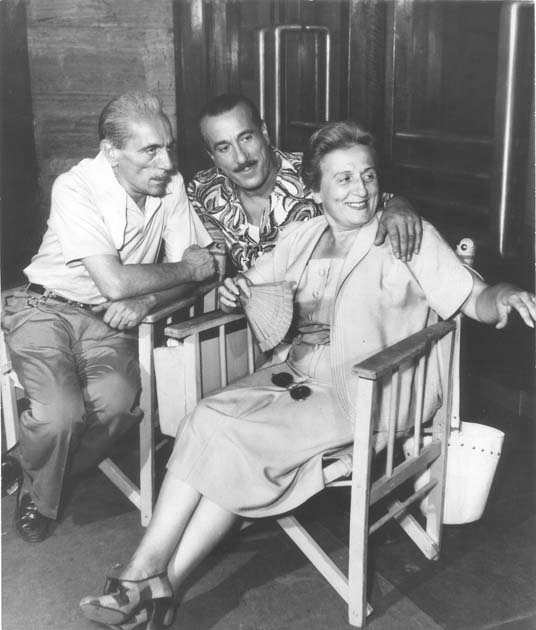
I Fratelli De Filippo

Il teatro italiano risale all'epoca romana, quando fu pesantemente influenzata dalla tradizione greca.
Le stesse opere di quel periodo mostrano queste tracce: la Fedra di Seneca si basava su quella di Euripide, e molte commedie di Plauto furono traduzioni dirette delle opere di Menandro. Con la caduta dell'Impero Romano, il teatro ebbe un periodo di minor vigore a causa della religione cattolica che ne condannò il carattere ludico: fu proprio però durante il medioevo e grazie alle sacre rappresentazioni nonché all'opera buffonesca e satirica dei giullari che il teatro moderno riprese nuovo vigore.
In età moderna, non si può dimenticare Carlo Goldoni, così come bisogna ricordare che tra il XVI ed il XVIII secolo, si sviluppò la Commedia dell'arte.
In tempi recenti, la tradizione teatrale italiana ha avuto tra i suoi massimi esponenti Eduardo Scarpetta ed Eduardo, Peppino e Titina De Filippo, i tre fratelli più famosi della storia del teatro italiano, Dario Fò, senza dimenticare il trio Aldo, Giovanni e Giacomo che ha riscosso un enorme successo anche in televisione e in diversi film.

### Animazione
Nel 1961, su soggetto di Cesare Zavattini e per la grafica di Roberto Gavioli e Paolo Piffarerio, la Gamma film realizza La lunga calza verde, in omaggio al centenario dell'unità d'Italia. La situazione dell'animazione italiana non riesce però a diventare una realtà di rilievo, nonostante l'ausilio della legge sul cinema del 1965, Le opere di animazione più notevoli di questo periodo sono i corti del Sig. Rossi di Bruno Bozzetto, macchietta dell'italiano medio, e il film Vip - Mio fratello superuomo, sceneggiato con Guido Manuli; Pulcinella, del 1974, e Il flauto magico, del 1978, di Emanuele Luzzati, e Il cavaliere inesistente del 1970 di Pino Zac (pseudonimo di Giuseppe Zaccaria).
Negli anni novanta, il motore principale dell'animazione italiana è stata la TV pubblica Rai, che ha finanziato numerose serie televisive d'animazione, spesso in coproduzione con le reti nazionali di altri paesi (Barbarossa, Sandokan - La tigre della Malesia, La Pimpa, Lupo Alberto).
Nel 2003 esce il primo film d'animazione in computer grafica di produzione interamente italiana: L'apetta Giulia e la signora Vita.
I lungometraggi più significativi sono stati La freccia azzurra del 1996 e La gabbianella e il gatto del 1998, entrambi animati da Lanterna Magica.
Nei giorni a cavallo fra il 2005 e il 2006 lo studio d'animazione Stranemani realizza la serie animata di Rat-Man, ispirata al fumetto di Leonardo Ortolani, con 52 episodi di una durata di 13 minuti, alcuni dei quali furono presentati in anteprima presso diverse manifestazioni dedicate a fumetti e all'animazione: Lucca Comics & Games (Lucca), Romics (Roma), Future Film Festival (Bologna), Comicon (Napoli) e Rimini Comix (Rimini). La Stranemani realizza successivamente il lungometraggio Rat-Man - Il segreto del supereroe.
Nell'ambito delle serie televisive, sempre d'iniziativa privata, l'esempio più significativo dal punto di vista commerciale è stata la serie Winx Club della casa di produzione Rainbow fondata da Iginio Straffi, diventata un lungometraggio (Winx Club - Il segreto del regno perduto) nel 2007 e un secondo film (Winx Club 3D - Magica avventura). Successivamente Iginio Straffi inventò e diresse le serie d'animazione Monster Allergy, PopPixie e il cartone animato italiano Huntik - Secrets & Seekers, dove la magia si unisce all'avventura, all'archeologia alle leggende dei Titani e al combattimento.
Un'altra realtà molto interessante nel panorama italiano, soprattutto in relazione alla ricerca e la sperimentazione artistica è Maga animation studio. Creata nel 1996 da Massimo Carrier Ragazzi, è lo studio italiano che ha ottenuto più riconoscimenti e premi nei principali festival ed eventi legati al mondo dell'animazione, sia in Italia che all'estero. Da segnalare infine il lungometraggio La storia di Leo del 2007 di Mario Cambi vincitore del Giffoni Film Festival del 2008 Best Film - Golden Gryphon Award - Sezione Kidz.
Da segnalare la serie di lungometraggi animati prodotti da Ferrero in allegato ai suoi prodotti e merendine.

### Fumetti

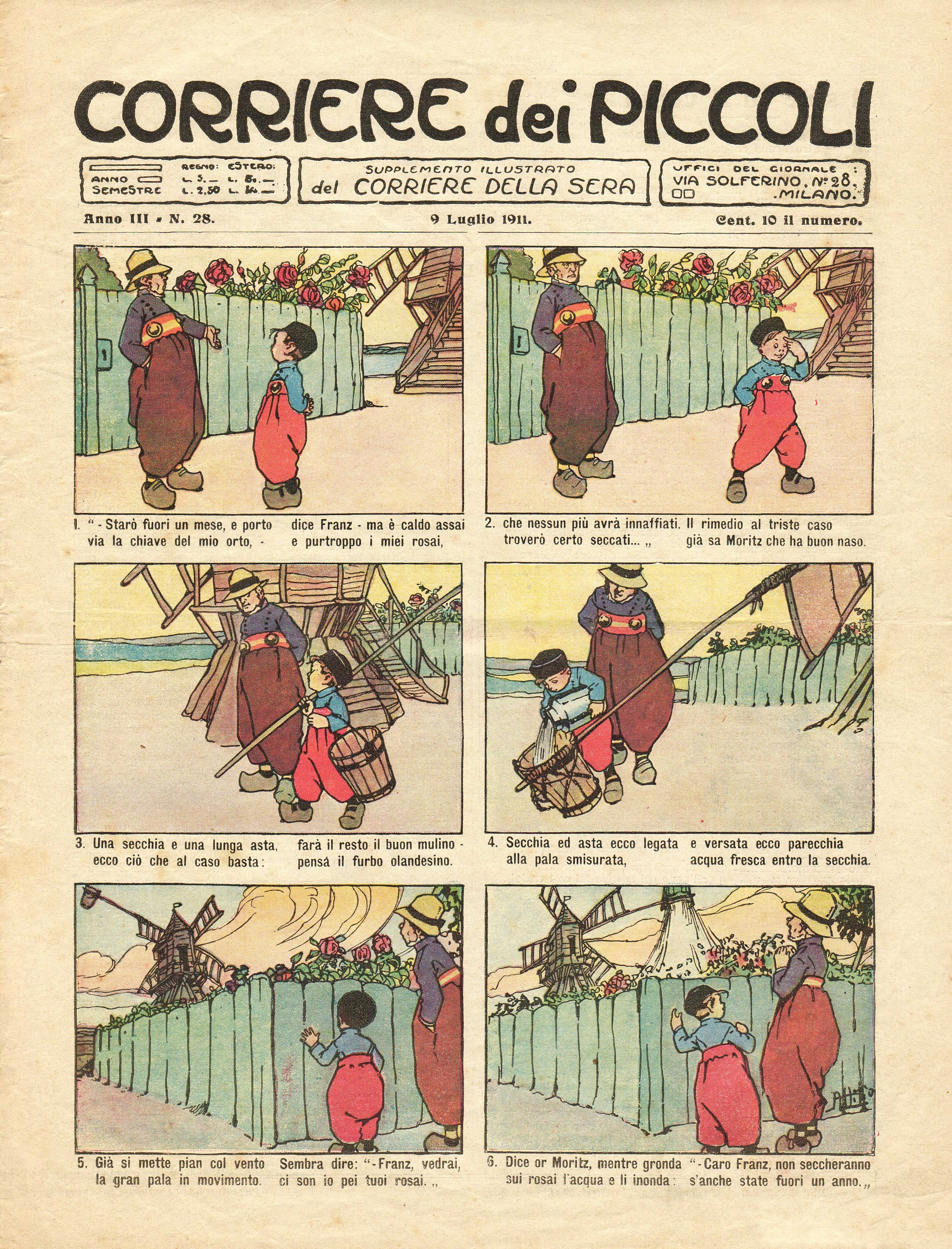
Copertina del Corriere dei Piccoli del 1911

Le tecnologie avanzano e l'interattività con loro, ne è un esempio il lavoro di Ro Marcenaro che ha utilizzato il computer per creare le tavole della riproduzione a fumetti del Candido di Voltaire.
Nel frattempo continua a imperversare la satira politica, con Danilo Marmotti e il suo Milan Dog.
Dopo una crisi del fumetto negli anni ottanta verso l'inizio degli anni novanta avviene una ripresa, grazie alla rinascita dell'interesse verso i supereroi del fumetto americano, in particolare col nuovo ciclo di avventure di Batman, scritte da Frank Miller.
L'importazione dei cartoni animati giapponesi ha dato il via ad un altro fenomeno che ha visto il boom in questo periodo: quello dei manga (fumetti giapponesi).
Un altro motivo che riportò alla ripresa del mercato fu l'enorme successo del fumetto Dylan Dog di Tiziano Sclavi (edito da Bonelli). Uscito nelle edicole nel 1986 inizialmente non suscita molto interesse, dopo circa due anni tuttavia diventa un fenomeno cult, raggiungendo tali livelli di vendita da essere uguagliato, in Italia, solamente da Topolino e da Tex. Dylan Dog è rimasto tra i più conosciuti e la Bonelli Editore è divenuta una casa editrice di tendenza. A tutt'oggi è rimasta forse l'unica vera realtà editoriale di fumetto professionale qualitativamente eccellente nel panorama italiano.
Un altro fumetto particolarmente apprezzato in questo decennio e nel successivo è Rat-Man di Leo Ortolani pubblicati dalla Panini Comics e Cult Comics in formato Rat-Man Collection. Il personaggio nasce come una parodia dei supereroi americani, è un supereroe che riesce sempre a risolvere le sfide contro i supercriminali come il Buffone Janus Valker ed altri con metodi buffi e impossibili, anche grazie ai suoi compagni di prodotti americani e giapponesi, con sempre meno spazio nelle case editrici per gli autori italiani, sempre a eccezione della Bonelli. Con la rete anche il modo di scambiare e creare fumetti sta cambiando. Infatti, oltre ai noti vantaggi offerti dal file-sharing, cominciano a nascere nuove testate edite e vendute direttamente ed esclusivamente su Internet, il cosiddetto “fumetto on-line”.
Il mondo dei fumetti cartacei continua comunque a sopravvivere, sia con le stampe dei vari classici Bonelli, Rat-Man ecc., sia con la pubblicazione di nuove testate. Tra queste spicca W.I.T.C.H. di Elisabetta Gnone, prodotto dalla Disney Italia, e che ha riscosso un grande successo soprattutto tra le giovani lettrici. La Rainbow S.p.A. di Iginio Straffi produsse su Merchasting dei magazine su Winx Club e Huntik - Secrets & Seekers.

## Filosofia
Sin dal VI secolo a.C. l'Italia ricevette l'impronta della filosofia greca importata dai coloni della Magna Grecia, in particolare da Pitagora che fondò a Crotone la sua scuola. Tra i pensatori greci nati su suolo italico vi furono Parmenide e Zenone di Elea, Empedocle di Agrigento, Gorgia da Lentini.
Anche la filosofia latina risentì fortemente di quest'influsso, a cominciare dal circolo degli Scipioni. Le due principali correnti che si diffusero nell'antica Roma furono l'epicureismo, abbracciato da Lucrezio, e soprattutto lo stoicismo, che fondendosi con le tradizionali virtù politiche del mos maiorum, fu adottato da varie personalità tra cui Cicerone in maniera eclettica, quindi da Seneca, Catone, Epitteto, l'imperatore Marco Aurelio.
Nella tarda età ellenistica, che vide la diffusione della filosofia neoplatonica, furono attivi in Italia due figure di origine nordafricana, Plotino e successivamente il berbero romanizzato Agostino d'Ippona. Divenuta centro della cristianità, l'Italia ebbe modo di assimilare il pensiero dei primi padri della Chiesa proveniente dal Vicino Oriente antico. Tra i fondatori romani della nascente filosofia cristiana vi fu Boezio, ritenuto uno dei precursori della scolastica medievale e della disputa sugli universali.

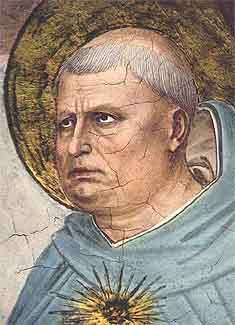
Tommaso d'Aquino

Nel Medioevo, mentre la Sicilia risentì dell'influsso arabo permeato di aristotelismo, nelle scuole monastiche della penisola continuò a prevalere un indirizzo platonico e agostiniano, sostenuto ad esempio da Anselmo d'Aosta, finché dopo la nascita delle prime università, il domenicano Tommaso d'Aquino accolse la filosofia di Aristotele come valido strumento della ragione in grado di elevare alla fede. Fra i massimi teologi della cristianità, con la sua formula dell'adaequatio rei et intellectus Tommaso intendeva stabilire un criterio per approcciarsi correttamente alla verità e quindi anche allo studio delle scienze naturali. Speculare sotto certi aspetti a quella di Tommaso fu invece la riflessione di Bonaventura di Bagnoregio, ispirata al neoplatonismo e alla religiosità di San Francesco d'Assisi.

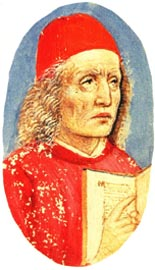
Marsilio Ficino

Dopo il Trecento, la tradizione neoplatonica godette di nuova vitalità, diffondendosi anche al di fuori delle scuole e degli ambienti ecclesiastici, grazie alle prime istanze umanistiche anticipate da Francesco Petrarca. Marsilio Ficino e Pico della Mirandola contribuirono al rinnovamento del panorama filosofico europeo, ponendo al centro l'uomo, e facendo affluire nel pensiero rinascimentale del tempo concezioni ermetiche ed esoteriche come l'alchimia, la magia, l'astrologia. Nacque una cultura laica con le riflessioni politiche di Machiavelli e Guicciardini. Con Telesio, Bruno e Campanella il neoplatonismo si aprì anche al naturalismo, in un'ottica maggiormente panteistica, rivolgendosi a indagare la natura come un essere senziente che costituisce una totalità organica.

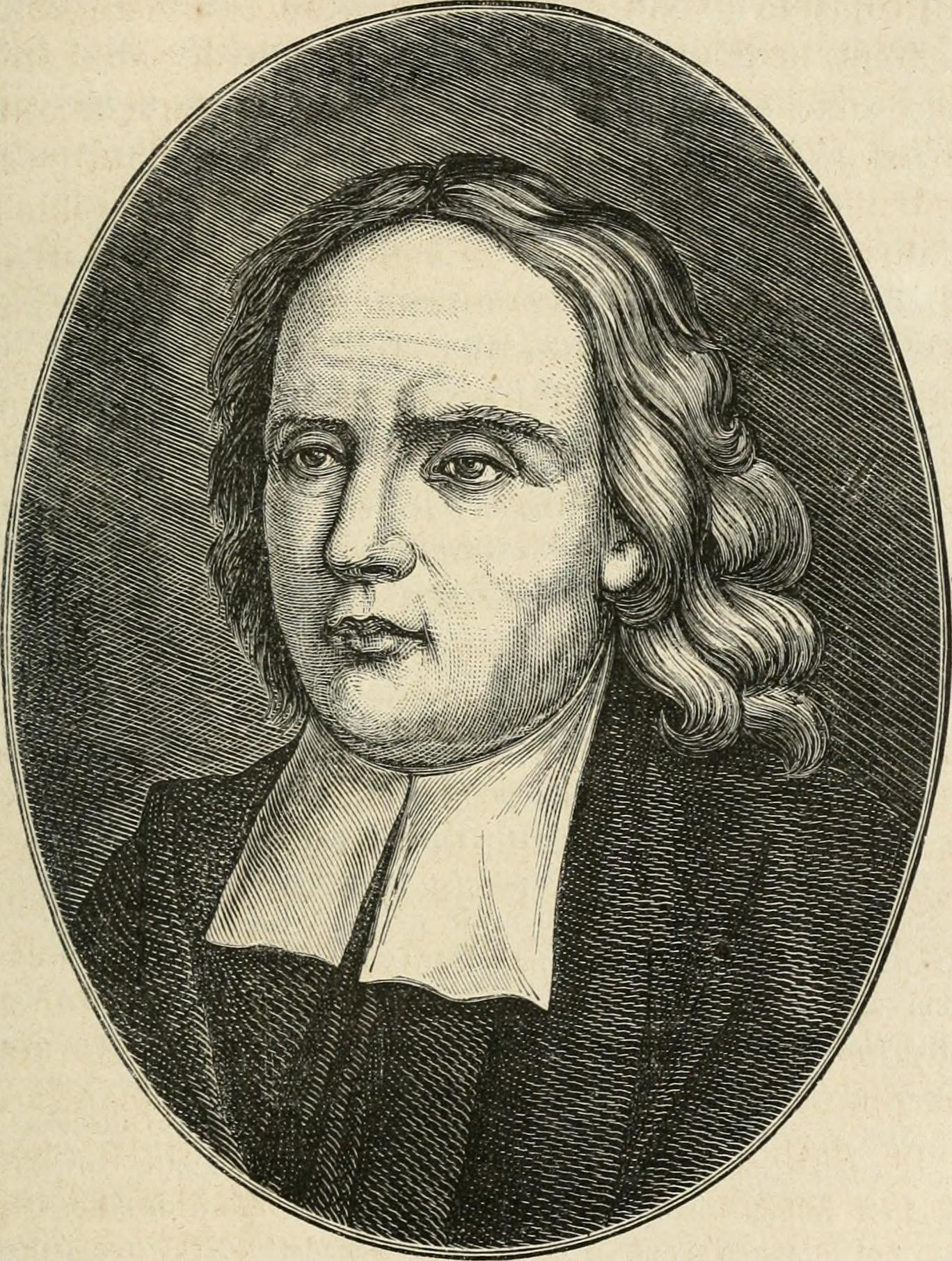
Giambattista Vico, considerato fondatore della filosofia italiana moderna.

Una concezione per certi versi affine sarà alla base di quella di Galileo Galilei, ritenuto il fondatore del moderno metodo scientifico, con la celebre affermazione che il libro della natura è scritto in linguaggio matematico. Nel Settecento, il tentativo di coniugare la nuova razionalità sperimentatrice con la tradizione neoplatonica e religiosa fu perseguito dalla filosofia della storia di Giambattista Vico, il quale concepì quest'ultima come uno sviluppo in divenire delle idee platoniche, verità eterne che si esplicano però nella contingenza grazie al modo specifico che ha l'uomo, col suo libero arbitrio, di estrinsecarle concretamente nel mondo.
L'esigenza di salvare gli essenziali valori religiosi della filosofia cristiana fu al centro anche degli interessi di Antonio Genovesi, uno dei primi esponenti dell'illuminismo italiano, fra i quali spicca Cesare Beccaria, precursore della criminologia di scuola liberale.
La penetrazione in Italia del kantismo e successivamente dello spiritualismo romantico diede luogo a un dibattito che coinvolse, tra gli altri, Pasquale Galluppi, Antonio Rosmini e Vincenzo Gioberti, in particolare sul valore dell'ontologia rispetto alla sua svalutazione soggettivistica. La rielaborazione dell'idealismo tedesco, soprattutto hegeliano, ad opera anche di Francesco de Sanctis, Augusto Vera e Bertrando Spaventa, fornì un fondamento filosofico alla rivoluzione liberale culminata nell'unificazione nazionale. Tra le correnti spiritualiste del Risorgimento fu inoltre rilevante quella facente capo a Giuseppe Mazzini.

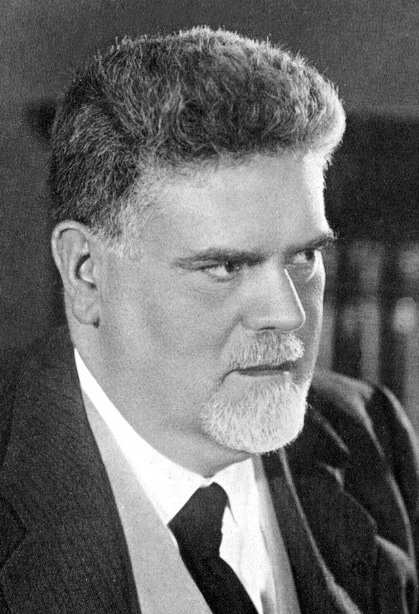
Giovanni Gentile

Spaventa si fece promotore di una rinnovata «filosofia italiana» proponendosi di dimostrare come la filosofia moderna, laica e idealistica, fosse nata in Italia col Rinascimento, andando poi a fencondare il pensiero d'oltralpe. Da lui e dallo spiritualismo risorgimentale prese quindi le mosse quella che è conosciuta come la stagione dell'idealismo italiano, impersonato da due principali esponenti: Benedetto Croce, fautore di uno storicismo assoluto basato sulla dialettica dei distinti, nella quale la realtà si dà come Spirito che si determina attraverso quattro fasi con cui continuamente si produce; e Giovanni Gentile, sostenitore dell'attualismo filosofico, per il quale l'unica vera realtà consiste nell'atto costante e perenne con cui il soggetto umano pensa: nell'autocoscienza di quest'atto del pensiero si manifesta lo Spirito che tutto comprende.
Dopo aver caratterizzato la cultura italiana nei primi decenni del Novecento, il neoidealismo entrò in crisi sostituito da nuove correnti provenienti prevalentemente dall'estero come l'esistenzialismo, la fenomenologia, il neotomismo, il positivismo logico e il marxismo, di cui Antonio Gramsci fu il maggior rappresentante per la sua analisi dell'egemonia culturale.
Spaventa, Labriola, Croce, Gentile e Gramsci furono accomunati dalla sensibilità per la dimensione storica e dall'attenzione per le questioni civili. Nel loro pensiero filosofia, politica e azione si intrecciano nell'assunto che la conoscenza storica è la chiave di lettura e trasformazione del reale.

## Scienza

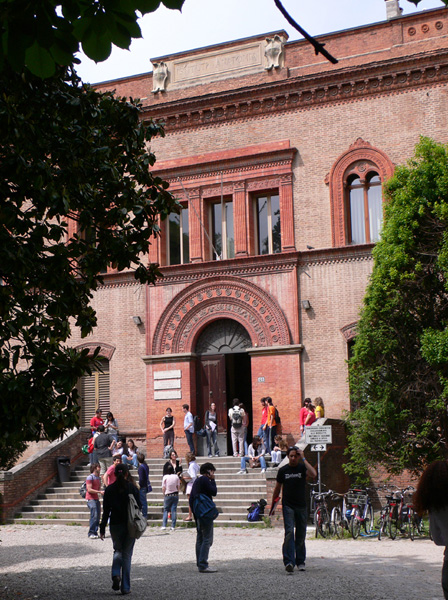
Istituto di anatomia, Facoltà di Medicina e Chirurgia dell'Università di Bologna

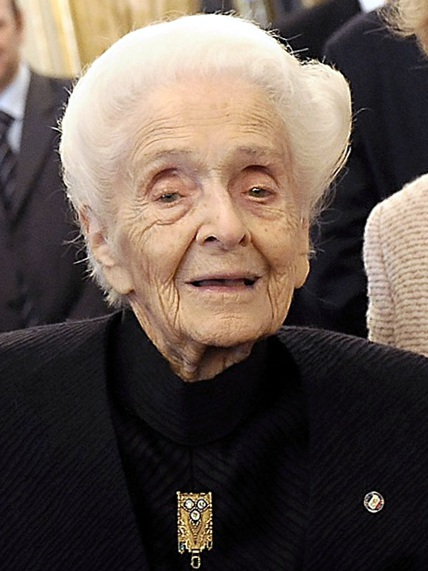
Rita Levi-Montalcini

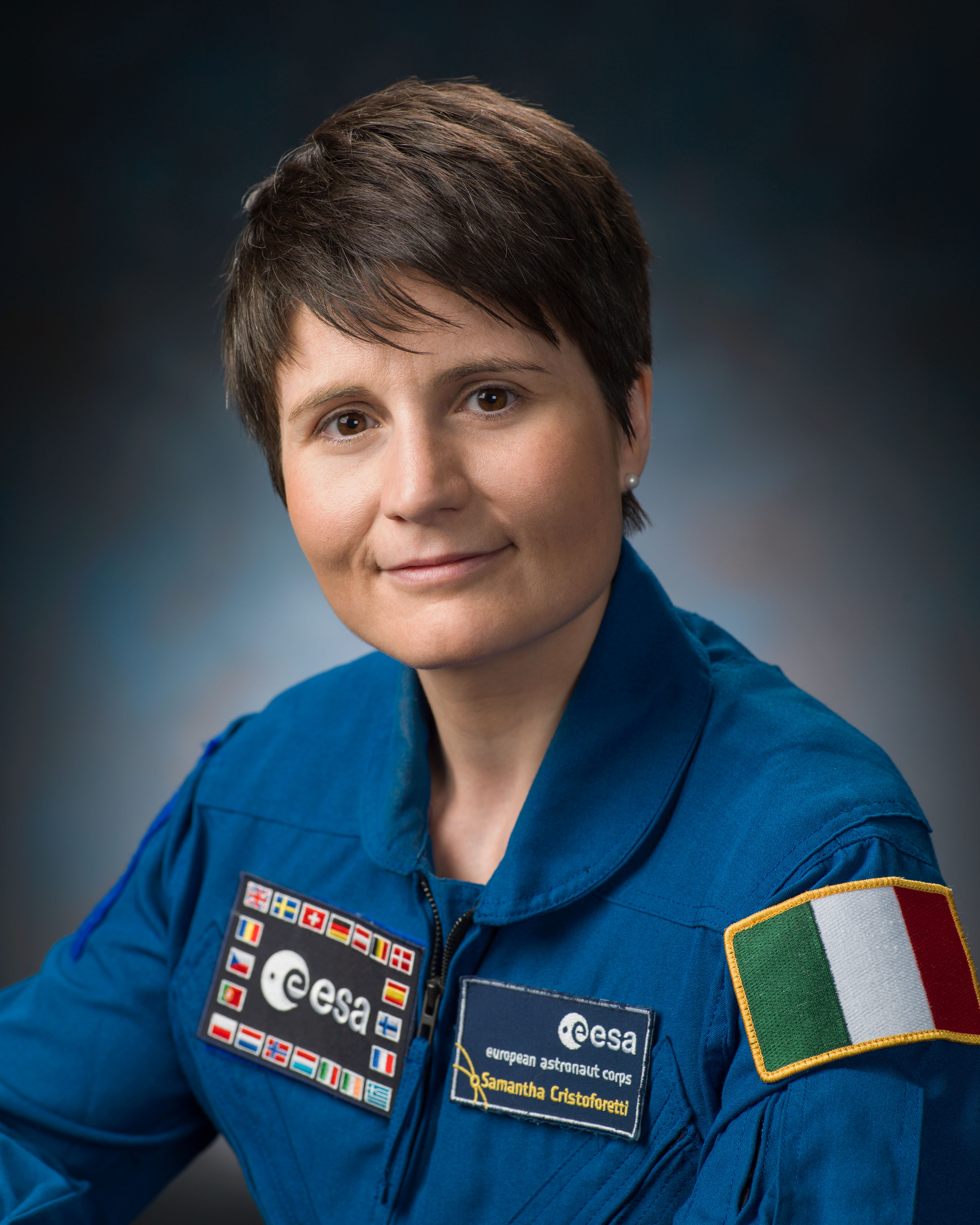
Samantha Cristoforetti

La scienza in Italia nasce a Siracusa, polo culturale e potente città della magna Grecia; Archimede è il suo maggior esponente ma anche altri scienziati del territorio italico. Successivamente si sviluppa dal III secolo con il medico greco antico Galeno, il quale, dopo i suoi studi a Smirne, Corinto e Alessandria d'Egitto, giunse a Roma, dove lavorò, inizialmente, come medico alla scuola dei gladiatori, per poi diventare medico di corte dell'imperatore Marco Aurelio. Le dottrine di Galeno hanno dominato la medicina europea per più di mille anni.
La Sicilia del periodo arabo rappresenta il principale polo culturale d'Italia, con importanti contributi, tra gli altri, nel campo dell'aritmetica, astronomia e geografia.
Nel corso del Medioevo, nacquero in Italia varie università, tra cui, La Scuola Medica Salernitana e quelle di Bologna (1088), di Parma (XII secolo), di Modena (1175) e altre ancora (vedi Lista delle università più antiche).
Nel Rinascimento, il contatto con il mondo islamico in Sicilia consentì l'accesso a copie dei trattati romani e greci che erano andati perduti, nonché all'opera dei filosofi del Medio Oriente. Le opere di Marco Polo e le Crociate accesero l'interesse per la geografia, e lo sviluppo della stampa intorno al 1450 permise alle nuove idee di raggiungere velocemente molte persone.
Con la rivoluzione scientifica (XVI secolo) iniziò ad affermarsi la scienza moderna. In questo periodo, in Italia Galileo Galilei sviluppò le basi del metodo scientifico, che metteva l'accento sulla sperimentazione e sulla ragione.
A partire dal Novecento, numerosi italiani si aggiudicarono il Premio Nobel in ambiti scientifici: nel 1906 Camillo Golgi, insieme allo spagnolo Santiago Ramón y Cajal, vinse il Premio Nobel per la medicina "in riconoscimento del loro lavoro sulla struttura del sistema nervoso". Nel 1909 Guglielmo Marconi vinse il Premio Nobel per la fisica "in riconoscimento del suo contributo allo sviluppo della telegrafia senza fili". Nel 1938 Enrico Fermi si aggiudicò il Premio Nobel per la fisica "per la sua dimostrazione dell'esistenza di nuovi elementi radioattivi prodotti da irraggiamento neutronico, e per la relativa scoperta delle reazioni nucleari indotte da neutroni lenti". Nel 1957 lo svizzero naturalizzato italiano Daniel Bovet vinse il Premio Nobel per la medicina "per le sue scoperte in relazione a composti sintetici che inibiscono l'azione di alcune sostanze dell'organismo, e soprattutto alla loro azione sul sistema vascolare e i muscoli scheletrici". Nel 1959 Emilio Gino Segrè vinse il Premio Nobel per la fisica con lo statunitense Owen Chamberlain "per la loro scoperta dell'antiprotone". Nel 1963 Giulio Natta e il tedesco Karl Ziegler vinsero il Premio Nobel per la chimica "per le loro scoperte nel campo della chimica e della tecnologia dei polimeri". Nel 1969 Salvador Luria si aggiudicò il Premio Nobel per la medicina, insieme a due scienziati statunitensi "per le loro scoperte sul meccanismo di replicazione e la struttura genetica dei virus". Nel 1975 il biologo Renato Dulbecco vinse il medesimo premio, insieme ad altri due biologi statunitensi, "per le loro scoperte concernenti le interazioni fra virus tumorali e il materiale genetico della cellula". Nel 1984 Carlo Rubbia e l'Olandese Simon van der Meer si aggiudicarono il Premio Nobel per la fisica "per il loro contributo decisivo al grande progetto, che ha portato alla scoperta delle particelle W e Z, comunicatori di interazione debole". Nel 1986 Rita Levi-Montalcini e lo statunitense Stanley Cohen vinsero il Premio Nobel per la medicina "per le loro scoperte e l'individuazione di fattori di crescita cellulare". Nel 2002 Riccardo Giacconi vinse il Premio Nobel per la fisica "per i contributi pionieristici all'astrofisica, che hanno portato alla scoperta di sorgenti cosmiche di raggi X". Nel 2007 Mario Capecchi con un team di scienziati inglesi e statunitensi, vinse il Premio Nobel "per le loro scoperte del principio per introdurre specifici geni nei topi tramite cellule staminali embrionali". Nel 2021 Giorgio Parisi vinse il Premio Wolf per la fisica e il Premio Nobel per la fisica per il suo lavoro di ricerca nel campo dei sistemi complessi.
Da non dimenticare i contributi alla scienza di Leonardo da Vinci, oltre che di scienziati moderni quali il fisico e matematico Evangelista Torricelli (1607-1647), il fisico e inventore della pila Alessandro Volta (1745-1827), il fisico e chimico Amedeo Avogadro (1776-1856), l'inventore del telefono Antonio Meucci (1808-1889), Maria Montessori (1870-1952), il matematico e geodeta Giovanni Boaga (1902-1961), il fisico Ettore Majorana (1906-1938), l'astrofisica Margherita Hack (1922 - 2013), l'astrofisico e astronauta Umberto Guidoni (n. 1954), l'astronauta Luca Parmitano primo uomo italiano ad effettuare la passeggiata spaziale, l'ingegnere e astronauta Samantha Cristoforetti (n. 1977).

### L'Italia nello spazio
- 15 dicembre 1964: viene lanciato il primo satellite italiano, il San Marco 1
- 31 luglio 1992: Franco Malerba, in seguito alla missione spaziale STS-46, è il primo italiano ad andare nello spazio
- 23 novembre 2014: Samantha Cristoforetti, in seguito alla missione Expedition 42, è la prima donna italiana ad andare nello spazio

### Scoperte ed esplorazioni
- 12 ottobre 1492: Cristoforo Colombo arriva all'Isola di San Salvador
- 24 giugno 1497: scoperta del Canada, da parte del navigatore italiano Giovanni Caboto
- 1524: esplorazioni della costa atlantica del Nord America da parte di Giovanni da Verrazzano
- 25 maggio 1928: esplorazioni polari italiane: esplorazione del Dirigibile Italia al polo nord, comandato da Umberto Nobile

## Università
- 1088: viene istituita quella che viene considerata la più antica università del mondo occidentale: l'Università di Bologna (o Alma Mater Studiorum)
- 1224: viene istituita L'università degli studi di Napoli Federico II, la più antica università statale laica del mondo
- 1868: viene istituita la più antica scuola aziendale italiana: l'Università Ca' Foscari Venezia

## Musei
Secondo la Corte dei conti, l'Italia ha 4976 musei, che a seconda dell'ente di appartenenza possono suddividersi in musei statali (Ministero per i beni e le attività culturali), comunali, provinciali, regionali o privati.
Secondo la rivista The Art Newspaper e pubblicata ad aprile 2013, i due musei italiani più visitati sono i Musei vaticani (che tuttavia non può definirsi propriamente italiano), con quasi sei milioni di visitatori, seguito dalla Galleria degli Uffizi di Firenze con quasi due milioni. Gli altri musei citati in classifica si attestano intorno al milione di visitatori annui: il Palazzo Ducale di Venezia, la galleria dell'Accademia di Firenze, il Parco del Castello di Miramare a Trieste, il palazzo Reale di Milano, il Palazzo Strozzi di Firenze, il Museo di Capodimonte di Napoli, e Castel Sant'Angelo a Roma.

## Media

### Stampa
In Italia sono presenti molti quotidiani tra cui i più famosi sono: Corriere della Sera, La Repubblica, La Stampa, La Gazzetta dello Sport, Corriere dello Sport e molti quotidiani locali.

### Radio
In Italia sono presenti molte radio locali e nazionali private tra cui Radio Deejay, Radio 105, RDS, RTL 102.5, Radio Kiss Kiss, Radio m2o, Radio Italia e radio pubbliche tra cui quelle della Rai: Radio 1, Radio 2, Radio 3.

### Televisione

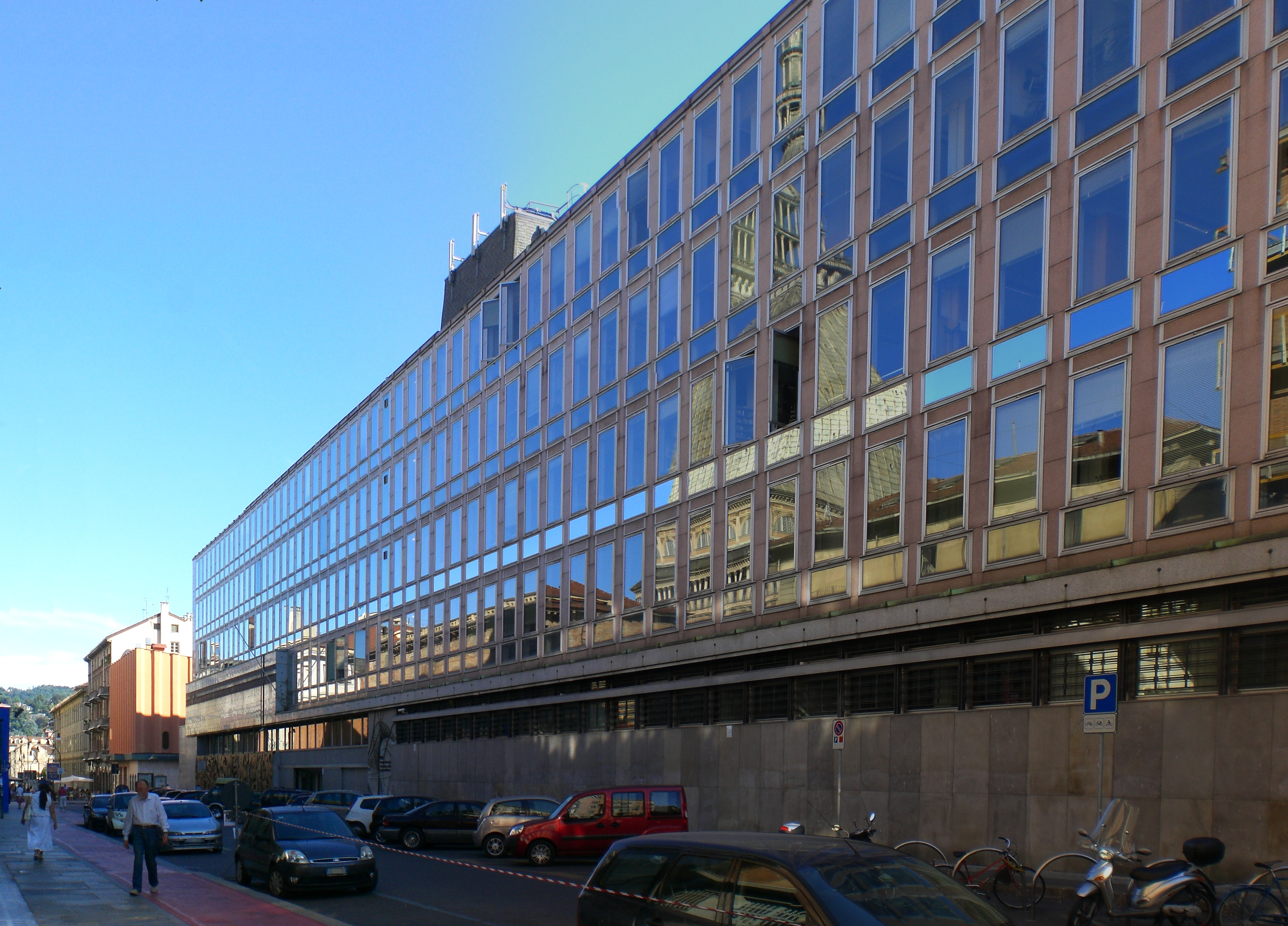
Sede della RAI a Torino

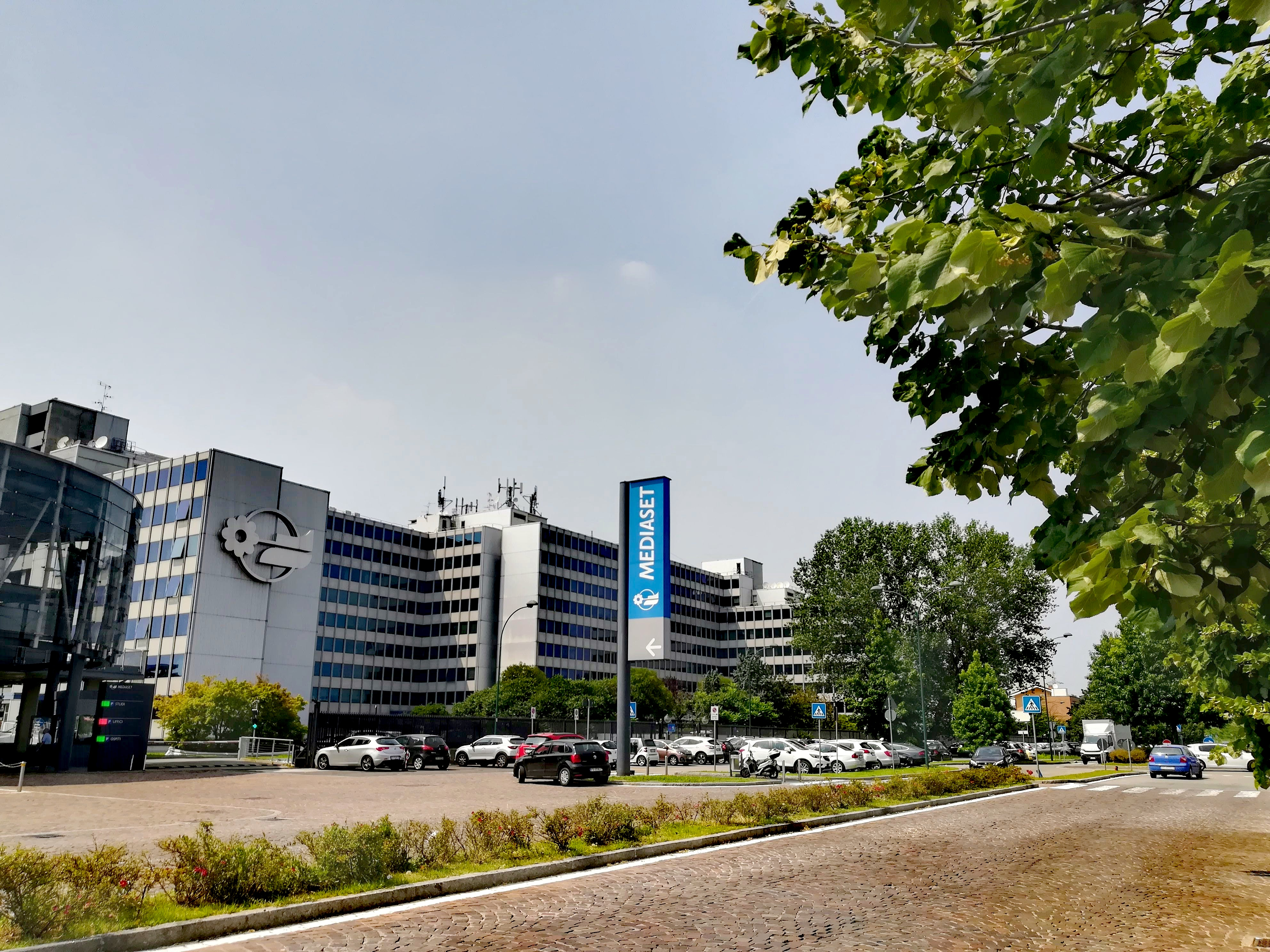
Gli studi televisivi Mediaset di Cologno Monzese (MI)

In Italia le prime trasmissioni sperimentali sono iniziate nel 1934 a Torino con l'Ente Italiano per le Audizioni Radiofoniche (EIAR), fondato nel 1927, nell'Italia fascista. Queste trasmissioni vennero chiuse nel 1940 con l'inizio della seconda guerra mondiale. Le trasmissioni ripresero con la Radio Audizioni Italiane nel 1952. Le trasmissioni ufficiali partirono nel 1954 con la Rai. Nel 1957 la RAI iniziò a trasmettere messaggi pubblicitari con Carosello e, a Roma, inaugurò lo storico centro televisivo di Via Teulada 66, mentre nel 1961 nacque il Secondo Programma della televisione pubblica (l'attuale Rai 2). Il 14 aprile 1975 venne approvata la Legge n. 104 che riformò il servizio pubblico radiotelevisivo. Fra i cardini, nomine parlamentari anziché governative e l'implementazione di una terza rete da affiancare alle prime due. Nel 1977 iniziarono ufficialmente le trasmissioni a colori, un mese dopo che Carosello cessò di andare in onda. Nel 1979 venne inaugurata la Terza Rete (oggi Rai 3).
Nel 1980 Silvio Berlusconi, unendo alcune emittenti televisive locali, fondò Canale 5 per il nord Italia e Canale 10 per il sud, unificate nel 1982. Nel 1983 Fininvest (società di proprietà di Berlusconi) acquisì Italia 1 e nel 1984 Rete 4. Nel 1996 la RAI inaugurò i programmi via satellite in digitale su Hotbird; l'anno successivo nacque Rai Sat. Nel 2001, da TMC (canale televisivo in lingua italiana del Principato di Monaco) nacque LA7, canale di proprietà di Telecom Italia Media che, insieme a MTV (fondata nel 1997) è parte del cosiddetto "terzo polo" televisivo italiano. Nel 2003 TELE+ e Stream TV vennero unificate sotto SKY Italia. Dall'ottobre 2008 partì lo Switch-off che segnò il passaggio dalla tradizionale televisione analogica terrestre alla televisione digitale terrestre.
I canali televisivi italiani, secondo i dati della Federazione radio televisioni, sono 640, circa un quinto delle TV mondiali (al pari degli Stati Uniti).

### Internet

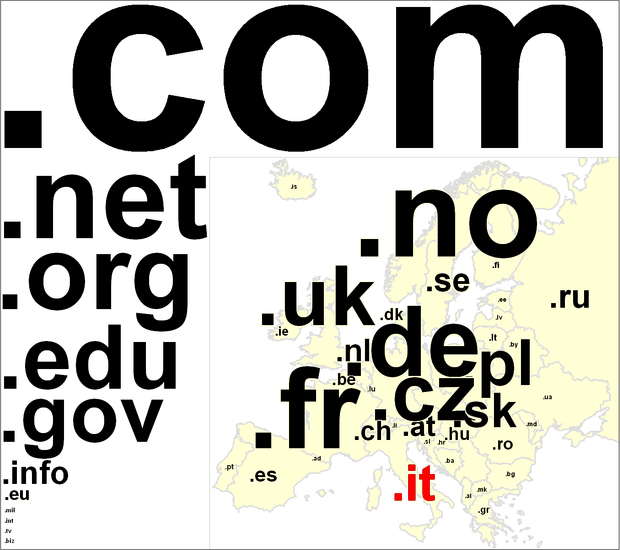
I domini di primo livello d'Europa. In rosso quello italiano (le dimensioni sono in base alla diffusione)

Nel 1986 l'Italia fu il terzo paese europeo, dopo Norvegia e Inghilterra, ad essere connesso in rete. Il dominio di primo livello dell'Italia è .it (ma viene anche utilizzato .eu, condiviso con gli altri Paesi membri dell'Unione europea).
Nel 2009 l'accesso a Internet a banda larga raggiungeva il 18,1% della popolazione italiana, dato al di sotto della media europea del periodo (22%). Il 54,3% delle famiglie disponeva, sempre nel 2009, di un computer (ma il 60% di loro non aveva mai seguito un corso di informatica) e il 47,3% aveva accesso a Internet (il 43% nel 2007, il 42% nel 2008), ben al di sotto della media europea (60%).

Nel 2009, il 73% degli utenti Internet italiani utilizzava servizi di messaggistica istantanea, in particolare 11,4 milioni di persone (83%) usavano Windows Live Messenger.

### Posta
Una delle figure italiane preminenti del servizio postale in Europa è rappresentata da Francesco I de Tassis (1459-1517), considerato l'inventore della posta.

## Politica
Il sistema o ordinamento politico della Repubblica Italiana è conforme alle istituzioni di una democrazia rappresentativa nella forma di repubblica parlamentare dove il presidente del Consiglio dei ministri è il capo del governo che si regge su una maggioranza parlamentare, tipicamente costituita a partire da una consultazione elettorale su tutti gli aventi diritto. Il sistema politico italiano è organizzato secondo il principio di separazione dei poteri: il potere legislativo è attribuito al Parlamento, al governo spetta il potere esecutivo, mentre la magistratura, indipendente dall'esecutivo e dal potere legislativo, esercita invece il potere giudiziario, con il presidente della Repubblica che è la massima carica dello Stato e ne rappresenta l'unità.

## Religione

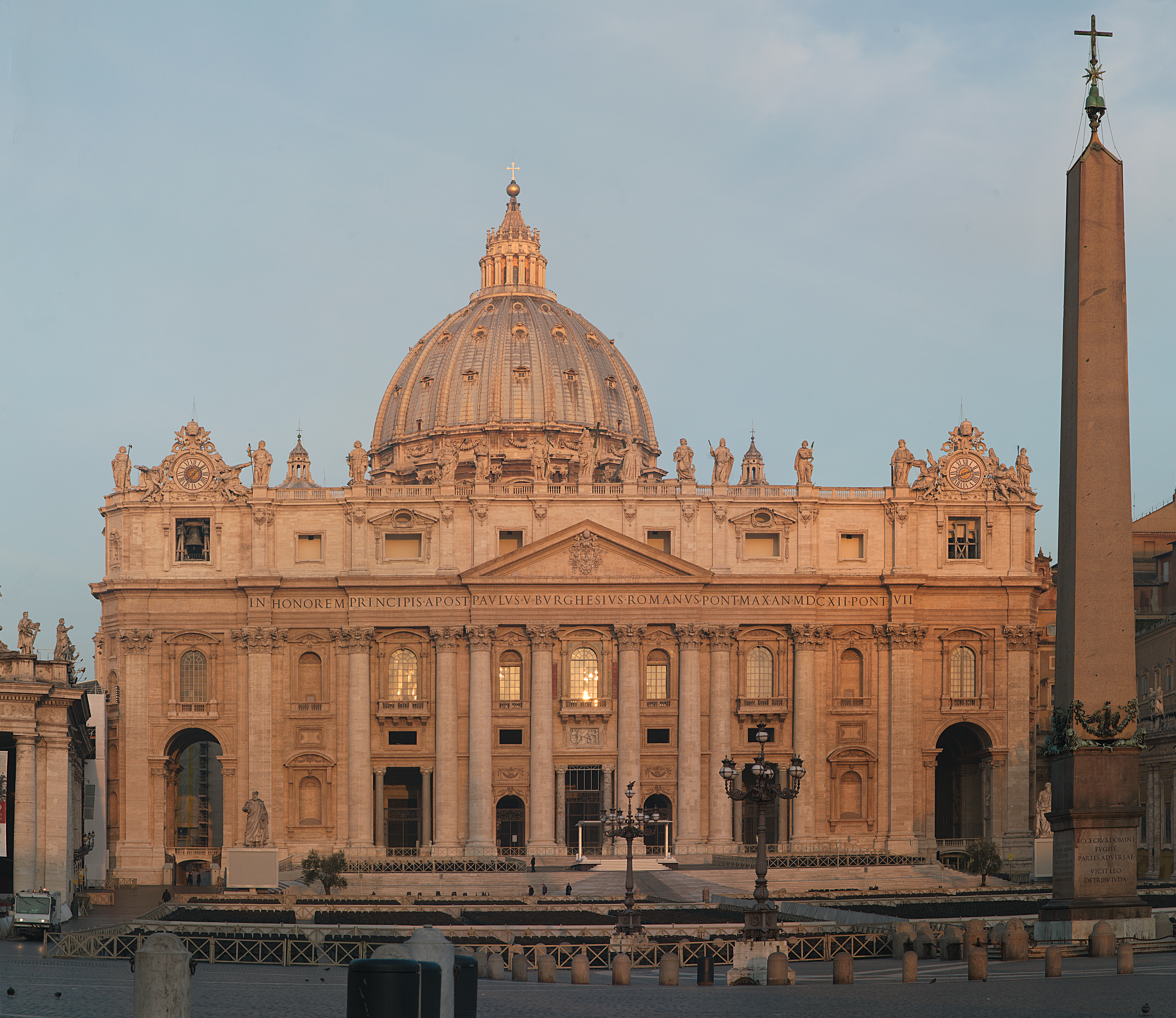
Basilica di San Pietro in Vaticano, a Roma, centro del Cattolicesimo

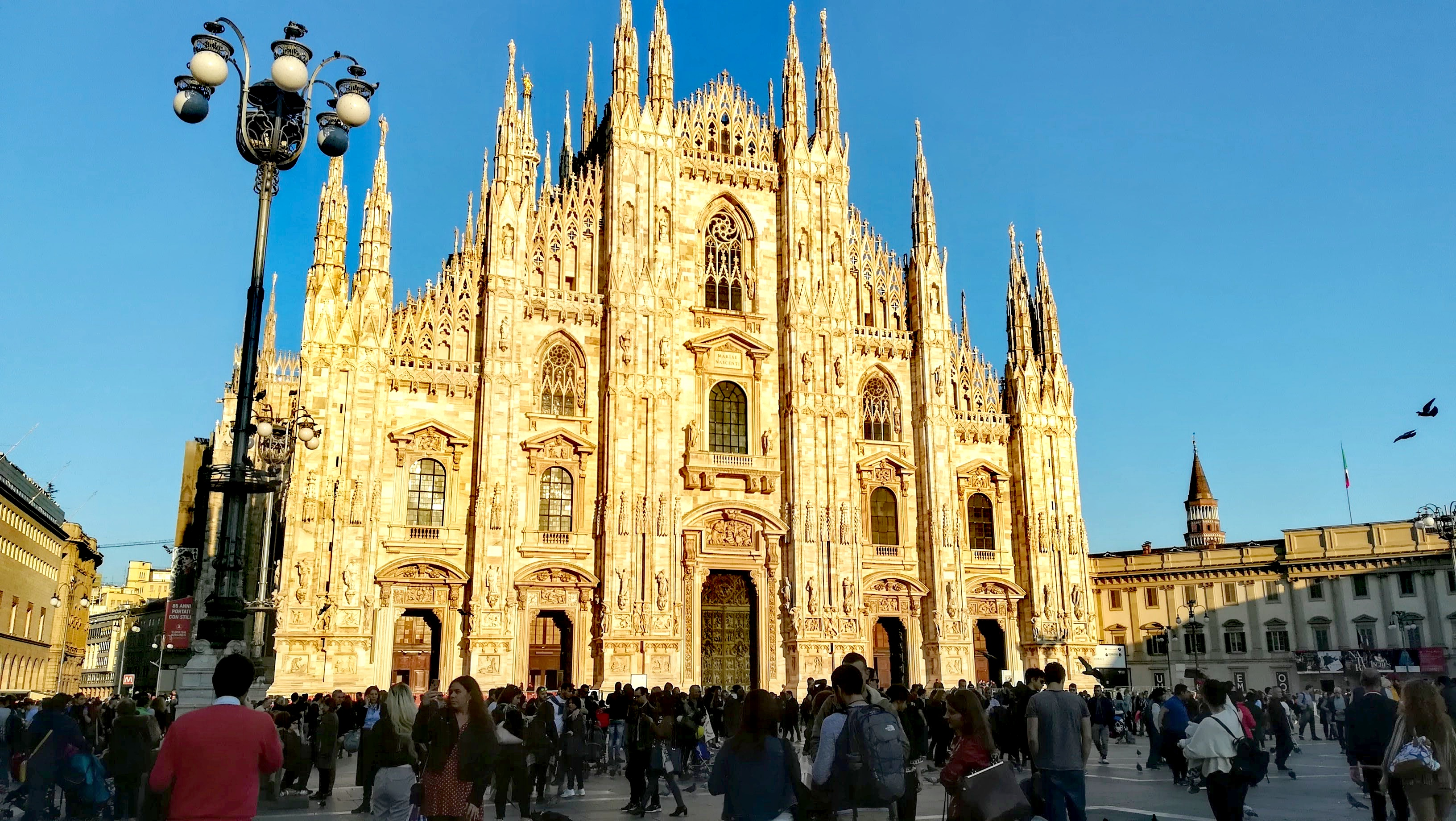
Il Duomo di Milano, la chiesa più grande d'Italia

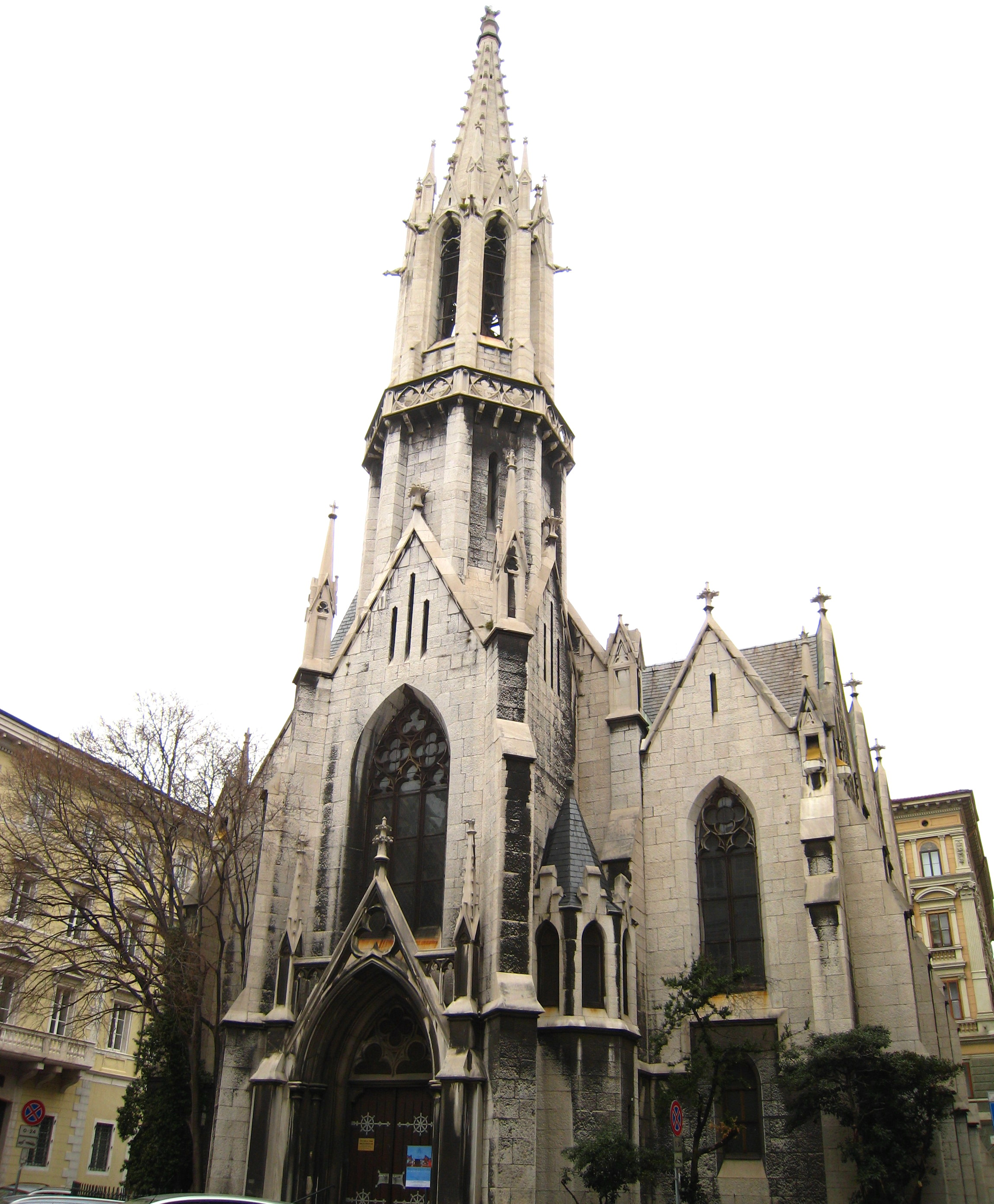
La chiesa luterana di Trieste

Il Cattolicesimo Romano è la religione più diffusa (57 665 000 fedeli, il 96,55% della popolazione nativa); a seguire le altre comunità, tra cui sono prevalenti l'ortodossa e l'islamica, derivate dalla forte afflusso di immigrati negli ultimi decenni. Tutte le religioni sono considerate uguali di fronte alla legge, come si evince dalla Costituzione italiana.
Il Papa della Chiesa cattolica risiede, ormai da millenni, a Roma, e per la precisione nell'enclave italiana di Città del Vaticano. Anche l'Anglicanesimo ha i suoi seguaci italiani, e tradizionalmente le due religioni conservano buoni rapporti in territorio italiano, tanto che spesso tengono messa in chiese comuni.
L'Islam, dopo una breve parentesi nel Medioevo, quando la Sicilia fu conquistata dagli arabi, è stato praticamente sempre assente dal territorio italiano fino al 1970, quando iniziò l'arrivo dei primi immigrati dal Nordafrica. Attualmente, le comunità nordafricane maggiori sono quelle del Marocco, della Libia (ex-colonia italiana) e dell'Egitto. Ma in tempi recenti, sono aumentati anche gli arrivi di popolazioni dalla Tunisia, l'Albania (altra ex-colonia italiana), Curdi e Pachistani.
Molte anche le conversioni: circa 10 000 italiani hanno ufficialmente cambiato religione, spesso per esigenze matrimoniali, ma sempre più abbracciano nuove fedi per scelta libera.

### Cattolicesimo Romano
Come già detto, la religione cattolica è la confessione religiosa più diffusa in Italia. Il Paese conta 225 diocesi, di cui la più grande è l'Arcidiocesi di Milano, che è anche una delle più grandi al mondo. Rientrano nelle diocesi italiane anche due stati stranieri: San Marino e lo Stato della Città del Vaticano; in quest'ultimo, sede della Chiesa cattolica, la lingua più parlata è l'italiano (seconda lingua ufficiale dopo il latino). L'Italia è anche la sede del maggior numero di cardinali al mondo.
In Italia è presente una forte cultura cattolica, soprattutto per il fatto che un gran numero di santi, martiri e papi sono italiani.
L'arte sacra cattolica ebbe una grande fioritura a partire dal Medioevo, nel Rinascimento e nel periodo barocco. Altrettanto ricca e fiorente è l'architettura cattolica, con chiese, basiliche, cattedrali, abbazie, conventi, monasteri e seminari. Le più celebri architetture religiose italiane sono la basilica di San Pietro in Vaticano, il duomo di Firenze, il duomo di Milano, la basilica di San Marco a Venezia, il duomo di Pisa e il duomo di Orvieto.
Secondo il 46/o rapporto annuale CENSIS si considererebbe cattolico il 63,8% degli italiani., ma se vogliamo far riferimento a chi effettivamente frequenta costantemente i riti e le assemblee religiose, i Cattolici praticanti sono indicativamente circa il 36% degli italiani.

### Altre forme di Cristianesimo
Nonostante la prevalenza di cattolici in Italia, sono presenti minoranze di protestanti, valdesi, ortodossi e di altre componenti cristiane. Secondo i dati del 2008, i Cattolici sono l'87,7% del totale dei Cristiani italiani, gli Ortodossi sono 1 200 000 (4/4,5% del totale dei Crisatiani), i Protestanti sono 700 000 (1,5%), mentre gli altri Cristiani sono 500 000 (1,2% del totale).

### Islam

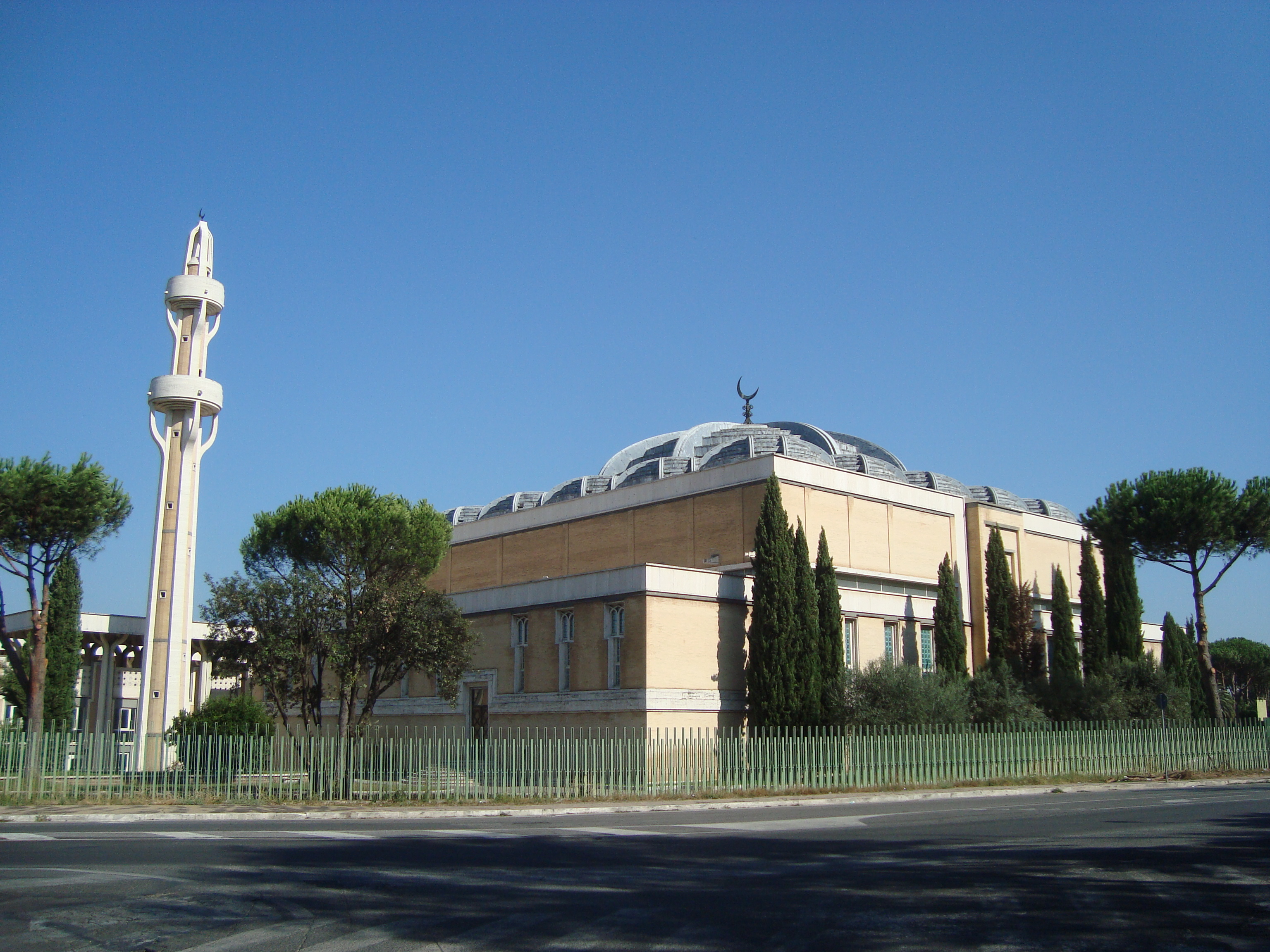
La Moschea di Roma, la più grande d'Europa

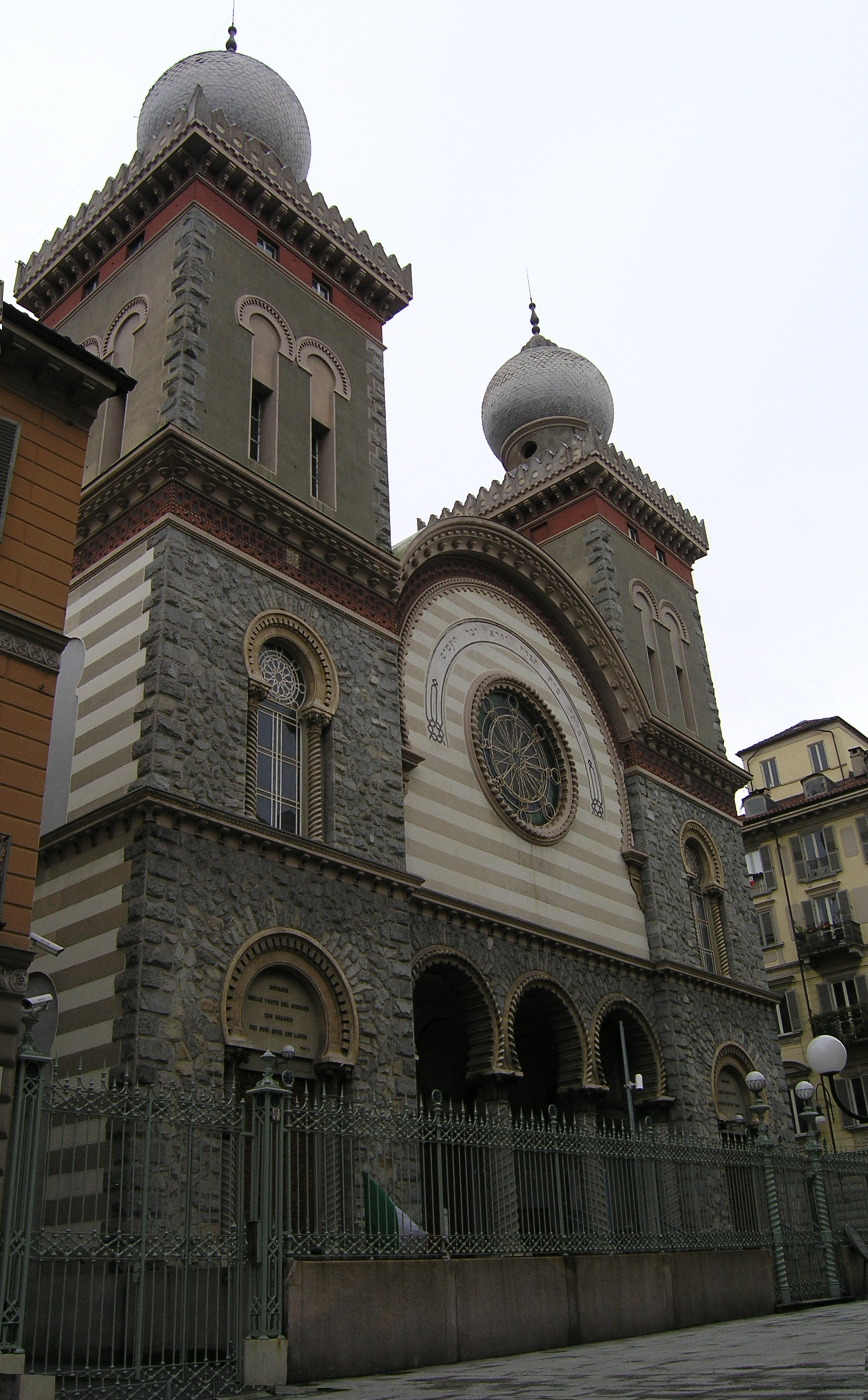
La sinagoga di Torino, inaugurata nel 1884

La storia dell'Islam in Italia ha origini nel IX secolo, quando le guerre di espansione araba portarono alla conquista islamica della Sicilia, arrivando a toccare, successivamente, anche Calabria, Campania e Puglia. La dominazione araba cessò, dopo secoli di attriti con le popolazioni locali, nel XIII secolo, quando Federico II, favorito anche dal sostegno della Chiesa di Roma, condusse una serie di campagne contro i ribelli musulmani, dando inizio alle prime deportazioni di musulmani a Lucera. L'annientamento dell'Islam in Sicilia fu completato entro la fine degli anni '40 del XIII secolo, quando ebbero luogo le ultime deportazioni a Lucera..
Successivamente, fino agli anni '70 del XX secolo l'Islam è stato quasi del tutto assente in Italia.
L'Islam non è formalmente riconosciuto dallo Stato italiano, pur essendo la fede più diffusa dopo il Cattolicesimo. Altre religioni minori (l'Unione delle comunità ebraiche italiane, le Assemblee di Dio, l'Unione Italiana delle Chiese Avventiste del Settimo Giorno, la Tavola Valdese e la Chiesa Evangelica Luterana) sono invece riconosciute ufficialmente mediante accordi firmati con il Governo italiano. Questo riconoscimento dà ad una confessione religiosa il diritto di poter beneficiare dell'8 per mille.
Con un decreto del 10 settembre 2005, il Ministero dell'Interno ha istituito la Consulta per l'islam italiano, che ha il compito di esprimere pareri e formulare proposte sulle questioni indicate dal ministro, fornendo elementi concreti per la soluzione dei problemi dell´integrazione delle comunità musulmane nella società nazionale, nel pieno rispetto della costituzione e delle leggi.
Oggi vivono in Italia circa 1 293 000 musulmani (1,9% della popolazione totale).

### Giudaismo
Gli ebrei sono il gruppo religioso più antico d'Italia, in quanto erano già presenti nell'antica Roma. Nel corso dei secoli, come in altre nazioni, gli ebrei furono perseguitati, uccisi e cacciati, soprattutto durante il pontificato di Innocenzo III (1198-1213). Un'importante data per l'ebraismo in Italia è il 1418, quando si tenne il congresso ebraico di Forlì. Durante l'Olocausto l'Italia ha avuto molti rifugiati ebrei provenienti dalla Germania nazista. Tuttavia, nella Repubblica Sociale Italiana di Benito Mussolini, circa il 15% degli ebrei italiani fu deportato nei campi di sterminio nazisti.
Oggi in Italia si contano circa 36 000 ebrei (circa lo 0,1% del totale della popolazione).

### Sikhismo
L'Italia ha la più grande popolazione Sikh d'Europa dopo il Regno Unito. Essi sono stimati in circa 25 000 fedeli (ovvero lo 0,1% della popolazione). Ci sono circa 33 Gurdwara, edifici dedicati al culto sikh, in Italia; il più antico è quello di Novellara (RE). Nel 2011 è stato inaugurato il più grande tempio sikh d'Italia a Pessina Cremonese (CR), che è anche uno dei più grandi d'Europa.

### Induismo
In Italia si contano circa 108 950 indù (ovvero lo 0,2% della popolazione totale). Sono presenti sul territorio italiano numerose associazioni e organizzazioni indù, tra cui l'Unione induista italiana (UII). Anche l'Associazione Internazionale per la Coscienza di Krishna ha trovato in Italia una capillare diffusione. Gli indù stanno facendo pressioni per il riconoscimento ufficiale della loro religione in Italia. La UII ha firmato nel 2007 un accordo con il Governo italiano. Il documento è ora in attesa di approvazione da parte del Parlamento.

### Buddhismo
Il Buddhismo è la terza religione per diffusione in Italia. Conta circa 103 000 professanti (circa lo 0,3% della popolazione italiana).

### Non credenti
Riguardo alle statistiche sulle religioni presenti in Italia esiste un problema di calcolo dovuto al fatto che i numeri dei credenti vengono spesso elaborati sulla base dell'ufficialità dell'adesione alle varie religioni attraverso riti quali per esempio il battesimo. Questo metodo non tiene conto però di chi abbandona ogni tipo di fede e di chi professa apertamente l'ateismo o l'agnosticismo, che contano nel paese, secondo il sito dell'UAAR, almeno 9 milioni di cittadini.

## Folclore

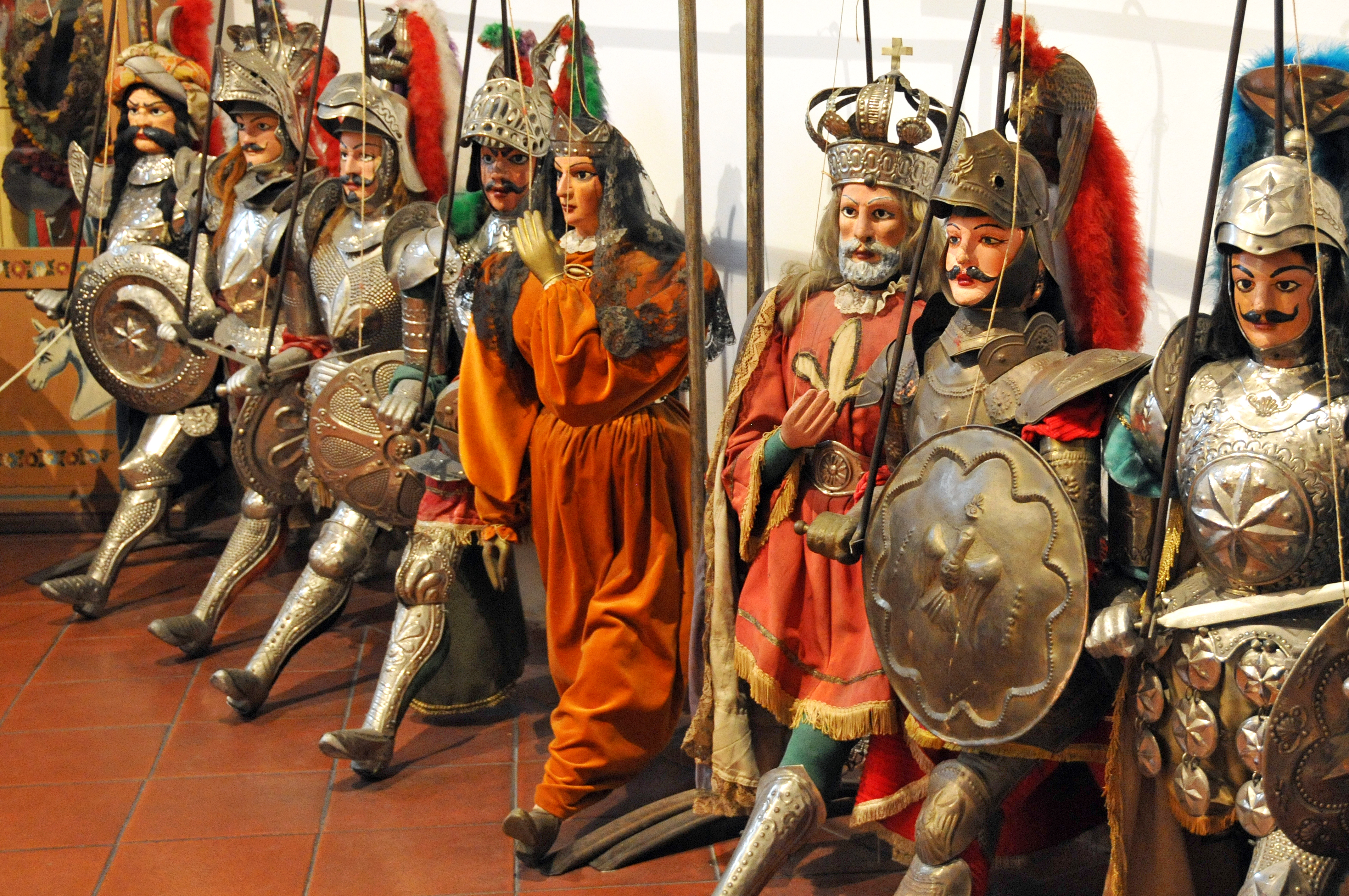
Pupi siciliani

Numerose leggende e racconti popolari sono diffusi sul territorio italiano, dovuti al succedersi nel corso del tempo di diversi popoli, ognuno dei quali ha lasciato le proprie tracce nell'immaginario folcloristico nazionale. Molte credenze affondano le loro radici in un contesto pagano, che è stato progressivamente riadattato dalla cristianizzazione, specie quelle riguardanti demoni e streghe, mescolandosi con le forme del cattolicesimo popolare.

## Sport

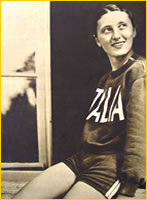
Ondina Valla

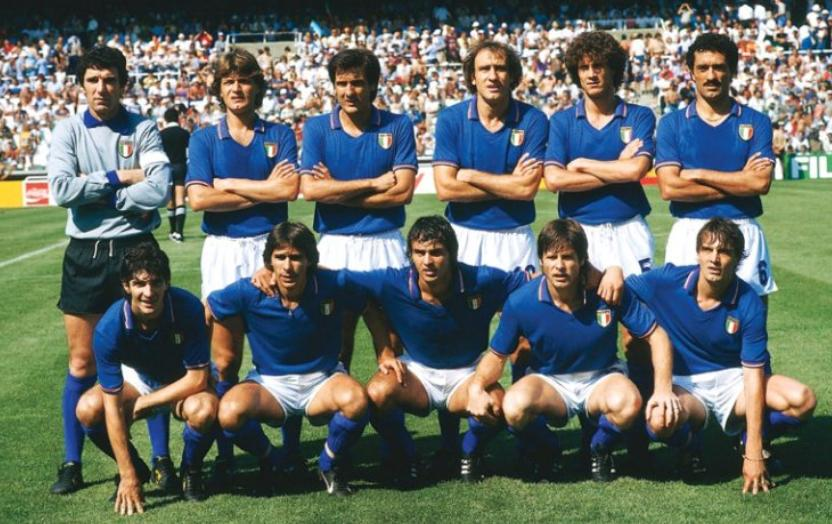
Nazionale italiana durante i mondiali del 1982

Lo sport più seguito in Italia è il calcio, parte integrante della cultura nazionale. Numerosi altri sport sono seguiti e praticati, e l'Italia ha anche un'ottima tradizione di partecipazione ai Giochi olimpici.

### Giochi olimpici
L'Italia fu presente ai giochi olimpici moderni fin dalla prima edizione di Atene 1896. La prima medaglia olimpica per l'Italia fu l'argento conquistato il 31 maggio 1900 nell'equitazione dal cavaliere Gian Giorgio Trissino, ai Giochi olimpici di Parigi 1900. Il primo campione olimpico italiano fu sempre Gian Giorgio Trissino, che vinse la medaglia d'oro (2 giugno 1900), nell'equitazione, nella stessa edizione dei giochi. La prima donna italiana a vincere una medaglia d'oro olimpica fu invece Ondina Valla, negli 80 metri ostacoli, ai Giochi olimpici di Berlino 1936.
L'atleta italiano più medagliato dei Giochi olimpici moderni è Edoardo Mangiarotti, nella scherma, con 6 ori, 5 argenti e 2 bronzi.
L'edizione dei giochi olimpici con più medaglie per l'Italia è stata quella di Tokyo 2020, con 40 medaglie.

### Calcio
La presenza del calcio in Italia risale al XIX secolo, introdotto, soprattutto nelle città portuali, dai marinai inglesi. La squadra di calcio italiana più longeva ancora in attività è il Genoa Cricket and Football Club, fondata il 7 settembre 1893, mentre la squadra più titolata del Paese è la Juventus, con 36 titoli di campione d'Italia. La squadra italiana con più trofei ufficiali vinti a livello internazionale è invece il Milan (18).
La Nazionale di calcio dell'Italia è tra le più titolate al mondo avendo vinto 4 campionati mondiali (1934 – 1938 – 1982 –2006), 2 europei (1968 – 2020) e due Coppe Internazionali (1927-30 – 1933-35).

### Sport motoristici
L'Italia ha ottima tradizione sia nell'automobilismo che nel motociclismo. In particolare è rilevante in quest'ambito la Scuderia Ferrari, la più titolata scuderia della Formula Uno.

## Gastronomia

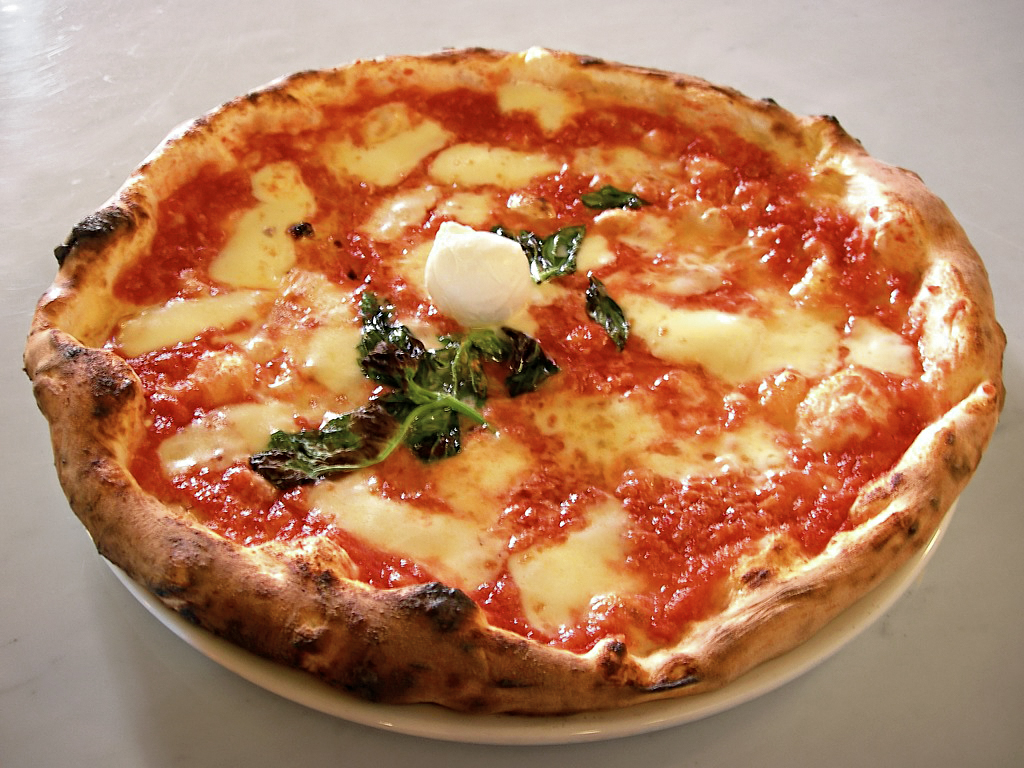
Pizza Margherita

La cucina italiana, sviluppata attraverso secoli con radici che risalgono al IV secolo a.C., è conosciuta per la propria diversità a livello regionale, e in taluni casi perfino cittadino, con abbondanza nel gusto e nei condimenti, con molti piatti composti da 4 fino ad 8 ingredienti, molti dei quali sono parte della dieta mediterranea.
I cuochi italiani fanno affidamento sulla qualità degli ingredienti piuttosto che sulla complessità di preparazione. I formaggi e i vini sono una parte importante della cucina, con molte variazioni e una tutela legale specifica, la Denominazione di origine controllata (DOC). Il caffè espresso è divenuto il componente tipico nella conclusione di un pranzo preparato secondo la cucina italiana. Tra i piatti e gli alimenti più conosciuti a livello internazionale come tipicamente italiani vi sono: la pizza, la pasta e il parmigiano.